# Trubkonosí
Trubkonosí (Procellariiformes) je řád mořských ptáků, který zahrnuje čeledi albatrosovitých (Diomedeidae), buřníčkovitých (Oceanitidae), buřňáčkovitých (Hydrobatidae) a buřňákovitých (Procellariidae). Tito kosmopolitní letci jsou hojně rozšíření napříč všemi oceány. Velikostí se jedná o extrémně diverzifikovanou skupinu, která zahrnuje jak jedny z největších ptáků schopných letu (k největším trubkonosým patří albatros stěhovavý, jehož váha dosahuje až cirka 11 kg a rozpětí křídel až 3,6 m), tak jedny z nejmenších mořských ptáků vůbec (nejmenší zástupce řádu buřňáček nejmenší (Oceanodroma microsoma) váží kolem 30 g a jeho rozpětí křídel se pohybuje kolem 32 cm). Poměrový rozdíl mezi největším a nejmenším zástupcem řádu je vůbec největší ze všech ptačích řádů.
K nejvýraznějším morfologickým společným znakům trubkonosých patří vnější protažené trubkovité nozdry a stavba zobáku, který je složen ze 7–9 zrohovatělých destiček. K unikátním anatomickým znakům patří tvorba žaludečního oleje, který se vyskytuje u všech trubkonosých s výjimkou zástupců rodu Pelecanoides (buřník). Tento olej slouží jako efektivní zásobárna energie a v případě ohrožení jej trubkonosí umně vyvrhují na vetřelce. Zejména u ptačích vetřelců může olejem znehodnocené peří přivodit vážná zranění a následně i smrt. Živí se převážně rybami, desetiramenatci a krilem. Hlavně velké druhy, jako jsou albatrosi, jsou výjimečně schopní letci, kteří mají zvládnuté techniky dynamického plachtění a svahového proudění. Největší druhy albatrosů za život nalétají i miliony kilometrů. Jiné druhy jako buřňáci z rodu Pelecanoides jsou zase výbornými potápěči, co loví potravu i desítky metrů pod vodou. 
Trubkonosí představují extrémní zástupce K-stratégů s pomalou reprodukcí, dlouhým životním cyklem a ve většině případů i pozdní pohlavní dospělostí. Hnízdí v koloniích převážně na opuštěných ostrovech bez predátorů. Větší druhy hnízdí na povrchu, zatímco menší druhy si staví hnízda ve vyhloubených norách i přirozených škvírách ve skalním terénu. Trubkonosí vykazují poměrně vysokou míru filopatrie, tzn. vrací se pářit do svých mateřských kolonií, kde mohou hnízdit jen několik metrů od svého mateřského hnízda. Jsou to monogamní ptáci žijící v dlouholetých svazcích. Zejména u albatrosů zabírá utvoření párů i několik let, páření předchází komplikované zásnubní tance plné ritualizovaných póz. Trubkonosí kladou pouze jedno velké vejce za rok, větší druhy albatrosů pouze jednou za dva roky. Doba inkubace je ve srovnání s ostatními ptáky dlouhá. Na vejcích sedí oba partneři, kteří sdílí i výchovu mláďat. Trubkonosí mají na ptáky nezvykle dobrý čich, který jim patrně pomáhá i v navigaci napříč jednotvárnými vodními plochami. Především v norách hnízdící druhy bývají aktivní hlavně v noci.  
Trubkonosí patří k nejohroženějším ptákům s řadou zástupců v ohrožených i kriticky ohrožených kategoriích. K hlavním příčinám jejich ohrožení patří invazivní druhy živočichů (hlavně hlodavci a šelmy) a komerční rybolov, kde trubkonosí představují časté vedlejší úlovky. Na ochrany trubkonosých byla vytvořena Dohoda o ochraně albatrosů a buřňáků. Podle archeologických dokladů lidé lovili trubkonosé po tisíce let. V některých oblastech jako je Nový Zéland a Austrálie je místním domorodcům dodnes povolen omezený lov těchto ptáků. Mezi námořníky se traduje, že trubkonosí jsou nositelé duší utopených námořníků a krutých kapitánů, kteří byli odsouzeni k nekonečnému bloudění oceánem. Albatrosi jsou tradičně považováni za dobré znamení a jejich zabití by přineslo námořníkům smůlu.   

## Vědecká systematika

### Etymologie

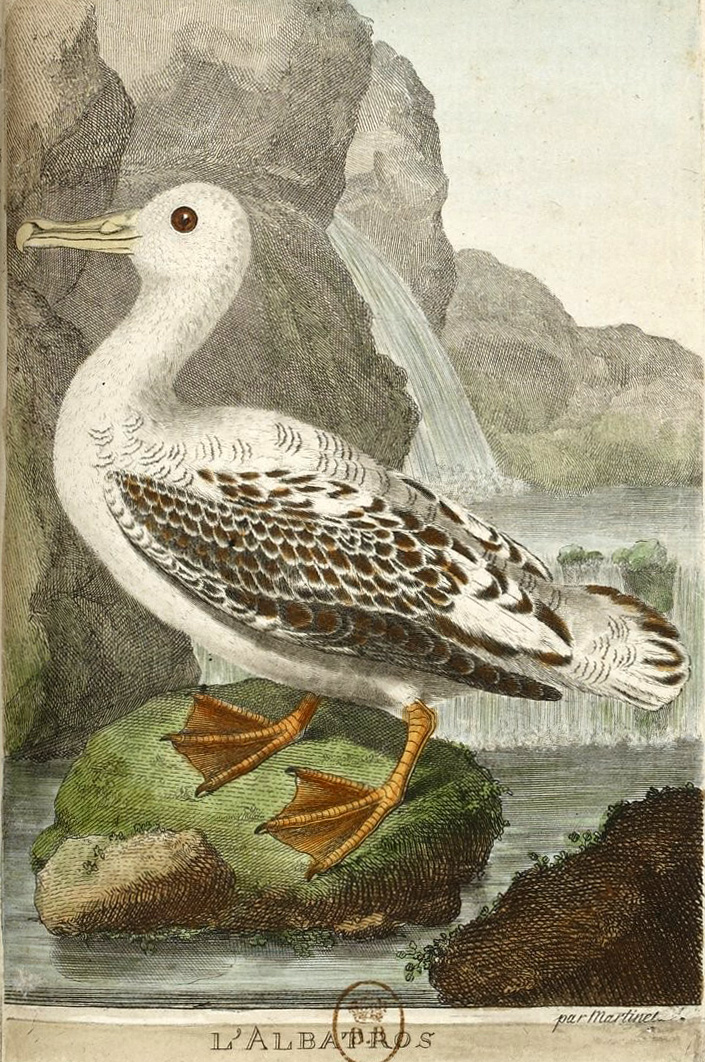
Raná ilustrace albatrosa stěhovavého (1796, François-Nicolas Martinet)

Řád Procellariiformes (trubkonosí) byl poprvé vědecky popsán německým přírodovědcem Maxem Fürbringerem v roce 1888. Latinská verze jména řádu je odvozena z názvu buřňáka (Procellaria), který byl vytvořen na základě latinského procella, čili „bouře“. Český název „trubkonosí“ odkazuje k trubkovitým nozdrám, typickému znaku zástupců řádu.

### Evoluce
Nejstarší fosilie druhu, který by se patrně dal považovat za pra-zástupce trubkonosých, pochází z pozdního období svrchní křídy (maastrich) před cca 70 miliony lety. Z fosilie se dochovala pouze pravá pažní kost (humerus), která vykazuje znaky dokládající příbuznost trubkonosým i fregatkám (Fregata). Tento druh dostal název Tytthostonyx glauconiticus. První ptáci připomínající trubkonosé se tak vyvinuli ještě před hromadným vymírání druhů na konci křídy.
Trubkonosí mají společného předka s tučňáky (Sphenisciformes), kteří představují jejich sesterskou skupinu. Zatímco prapředci tučňáků se začali specializovat na potápění a lov potravy pod vodní hladinou, takže časem ztratili schopnost letu, první trubkonosí se zaměřili na sbírání potravy z vodní hladiny a zvládnutí létacích technik. Vedle výzkumů DNA podporují hypotézu společného předka trubkonosých a tučňáků četné morfologické a etologické znaky. Ke společným morfologickým znakům patří trubkovité nozdry nalezené u jedné z nejstarších fosilií tučňáků, které jsou typické pro všechny moderní zástupce trubkonosých, dále podobné obratle, nízká tělesná teplota, schopnost dlouhého půstu či trubičkovité zakončení nosních dírek u mláďat tučňáka nejmenšího (Eudyptula minor), který je obecně považován za nejprimitivnějšího z tučňáků. Ke společným znakům chování patří křížení zobáků a podobná funkce předvádění křídel při namlouvacích rituálech či způsob regurgitace potravy.
Trubkonosí se patrně vyvinuli na jižní polokouli a odtud se rozšířili na severní. I když většina známých fosilií trubkonosých pochází ze severní polokoule, spíše to poukazuje na fakt, že na severní polokouli se nachází mnohem více pevniny než na jižní. K nejčastějším nalezištím jejich fosilií patří Evropa, Severní Amerika a Japonsko.

### Fylogeneze
Tučňáci a trubkonosí tvoří klad Procellariimorphae. Sesterskou skupinou tohoto kladu je skupina Pelecanimorphae, která zahrnuje řády čápů (Ciconiiformes), brodivých a pelikánů (Pelecaniformes) a řád terejů (Suliformes, který zahrnuje čeledi kormoránovití, terejovití, fregatkovití, anhingovití). V roce 2021 bylo navrženo, aby společný klad Pelecanimorphae a Pelecanimorphae nesl název Feraequornithes. Grafické zobrazení fylogenetické struktury těchto kladů vypadá tedy následovně:
|  | Procellariiformes (trubkonosí) |
|  |                                |
|  | Sphenisciformes (tučňáci)      |
|  |                                |

|  | Ciconiiformes (čápi)                                                                          |
|  |                                                                                               |
|  | \| \| Suliformes (terejové) \| \| \| \| \| \| Pelecaniformes (brodiví a pelikáni) \| \| \| \| |
|  |                                                                                               |
|  | Suliformes (terejové)                                                                         |
|  |                                                                                               |
|  | Pelecaniformes (brodiví a pelikáni)                                                           |
|  |                                                                                               |

|  | Suliformes (terejové)               |
|  |                                     |
|  | Pelecaniformes (brodiví a pelikáni) |
|  |                                     |

|  | Procellariiformes (trubkonosí) |
|  |                                |
|  | Sphenisciformes (tučňáci)      |
|  |                                |

|  | Ciconiiformes (čápi)                                                                          |
|  |                                                                                               |
|  | \| \| Suliformes (terejové) \| \| \| \| \| \| Pelecaniformes (brodiví a pelikáni) \| \| \| \| |
|  |                                                                                               |
|  | Suliformes (terejové)                                                                         |
|  |                                                                                               |
|  | Pelecaniformes (brodiví a pelikáni)                                                           |
|  |                                                                                               |

|  | Suliformes (terejové)               |
|  |                                     |
|  | Pelecaniformes (brodiví a pelikáni) |
|  |                                     |

Fylogenetický strom recentních čeledí

|  | Oceanitidae – buřníčkovití                                                                   |
|  |                                                                                              |
|  | \| \| Hydrobatidae – buřňáčkovití \| \| \| \| \| \| Procellariidae – buřňákovití \| \| \| \| |
|  |                                                                                              |
|  | Hydrobatidae – buřňáčkovití                                                                  |
|  |                                                                                              |
|  | Procellariidae – buřňákovití                                                                 |
|  |                                                                                              |

|  | Hydrobatidae – buřňáčkovití  |
|  |                              |
|  | Procellariidae – buřňákovití |
|  |                              |

|  | Oceanitidae – buřníčkovití                                                                   |
|  |                                                                                              |
|  | \| \| Hydrobatidae – buřňáčkovití \| \| \| \| \| \| Procellariidae – buřňákovití \| \| \| \| |
|  |                                                                                              |
|  | Hydrobatidae – buřňáčkovití                                                                  |
|  |                                                                                              |
|  | Procellariidae – buřňákovití                                                                 |
|  |                                                                                              |

|  | Hydrobatidae – buřňáčkovití  |
|  |                              |
|  | Procellariidae – buřňákovití |
|  |                              |

V první polovině 20. století se v ornitologické literatuře objevovala řada různých interpretací fylogenetických vztahů trubkonosých. Anglický ornitolog Wilfred Backhouse Alexander v roce 1965 publikoval studii, ve které se pokusil sjednotit dosavadní poznatky a propagoval rozdělení do 4 čeledí, a sice albatrosovití (Diomedeidae), buřňákovití (Procellariidae), buřňáčkovití (Hydrobatidae) a buřníkovití (Pelecanoididae). Toto rozdělení bylo přijato většinou ornitologů a běžně se objevuje v ornitologické literatuře až do přelomu 20. a 21. století. Již od 80. let se však začali objevovat autoři, kteří slučovali čeledi Procellariidae a Pelecanoididae do jedné (např. Joel Cracraft (1981)). Naopak jiní autoři jako Gary B. Nunn a Scott E. Stanley na základě rozborů DNA v roce 1998 nejenže odmítli tyto dva klady slučovat, ale navíc navrhli rozdělit klad Hydrobatidae (buřňáčkovití) na dva, a sice na severní a jižní větev. Čeleď Hydrobatidae se totiž ukázala jako parafyletická. V jejich pojetí by se tak trubkonosí dělili na Hydrobatidae (buřňáčkovití ze severní polokoule), Oceanitidae (buřňáčkovití z jižní polokoule; v češtině označováni nově jako buřníčkovití), Diomedeidae, Pelecanoididae a Procellariidae. I přes další DNA studie byly fylogenetické vztahy trubkonosých nadále předmětem vědeckých debat.
IOC World Bird List i Mezinárodní svaz ochrany přírody k roku 2021 uznávají 147 druhů zástupců rozdělených do následujících 4 čeledí (v závorce je uveden počet rozeznávaných druhů v rámci čeledi):
- Diomedeidae (22) – albatrosovití,
- Oceanitidae (9) – buřníčkovití (bývalá jižní větev buřňáčkovitých),
- Hydrobatidae (18) – buřňáčkovití (bývalá severní větev buřňáčkovitých),
- Procellariidae (98) – buřňákovití.

Oproti tradičnímu pojetí je tedy v této moderní taxonomii ponížena čeleď Pelecanoididae (buřníkovití) na rod Pelecanoides (buřník) v rámci Procellariidae (buřňákovití) a čeleď Hydrobatidae (buřňáčkovití) je rozdělena na severní a jižní skupinu podle toho, jakou polokouli převážně obývá. Podle výzkumu DNA z roku 2014 představují bazální skupinu trubkonosých albatrosovití, jejichž sesterskou skupinou je klad společně tvořený ostatními třemi čeleděmi.

## Vzhled a morfologie

### Opeření a velikost
Trubkonosí jsou velikostí extrémně různorodý řád, který zahrnuje jak jedny z největších ptáků schopných letu, tak jedny z nejmenších mořských ptáků vůbec. Poměr velikostí mezi největším a nejmenším zástupcem řádu je vůbec největší ze všech ptačích řádů. Jedním z nejmenších představitelů trubkonosých je buřňáček nejmenší (Oceanodroma microsoma), který váží pouhých 28–34 g a jeho rozpětí křídel dosahuje 32 cm. Naproti tomu albatros stěhovavý může vážit až 11 kg a jeho rozpětí křídel může být až 3,6 m. Rozdíl v rozpětí křídel u nejmenšího a největšího zástupce řádu je tedy cirka desetinásobný a váhový rozdíl zhruba třistanásobný. Samci trubkonosých bývají většinou o trochu větší než samice, i když u buřňáčkovitých a u některých dalších menších druhů je tomu naopak.
Křídla trubkonosých jsou protáhlá a úzká. Tvar a štíhlost křídla (poměr šířky křídla k rozpětí) se přitom výrazně liší napříč řádem. Obecně platí, že nejmenší zástupci trubkonosých (buřňáčkovití a buřníčkovití) mají široká křídla a nízký štíhlostní poměr křídla (tzn. křídlo je vzhledem ke své délce hodně široké). Malé až středně velké druhy (většina buřňákovitých) mají střední štíhlostní poměr a největší druhy (albatrosovití) mají nejvyšší štíhlostní poměr. Čestnou výjimku představuje rod potápivých buřníků (Pelecanoides), kteří následkem úzké specializace na sběr potravy pod vodou mají krátká křídla s nízkým až středním štíhlostním poměrem. Albatrosi (zvláště největší druhy jako jsou albatros stěhovavý a královský) se štíhlostním poměrem 15 mají vůbec největší štíhlostní poměr ze všech ptáků. Naproti tomu jeden z nejmenších trubkonosých, buřníček žlutonohý (Oceanites oceanicus), má štíhlostní poměr křídla pouze 8.
Tlusté nohy zakončují tři prsty směřující dopředu, které jsou spojeny blánami; zadní prst je zakrnělý nebo úplně chybí. Zbarvení nohou je většinou černé, i když u některých druhů může být růžové, modré či strakaté.
Opeření trubkonosých bývá nevýrazné s převažujícími šedými, bílými a černými barvami. V rámci těchto odstínů jsou barevné vzory napříč řádem různorodé, a sice od takřka zcela tmavě zbarvených jedinců (např. buřňák temný, Ardenna grisea) přes jedince s černobílými vzory (rod Pachyptila) a trubkonosé s protistínovým maskováním (např. buřňák severní, Puffinus puffinus) až po převážně světlé jedince (např. albatros královský). Sezónní či pohlavní proměnlivost opeření není u trubkonosých přítomná. Ocas má různé délky a tvary. Obyčejně má 12 rýdovacích per, buřňákovití (Procellariidae) jich mívají 16.

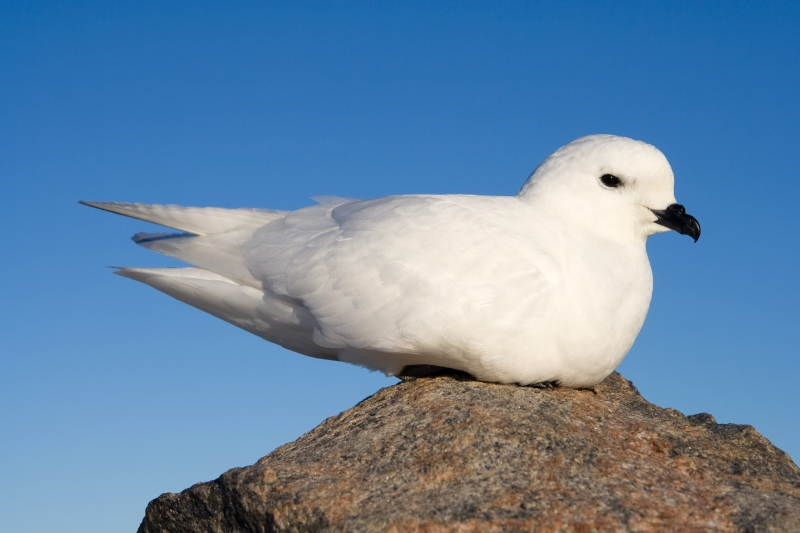
Buřňák sněžní
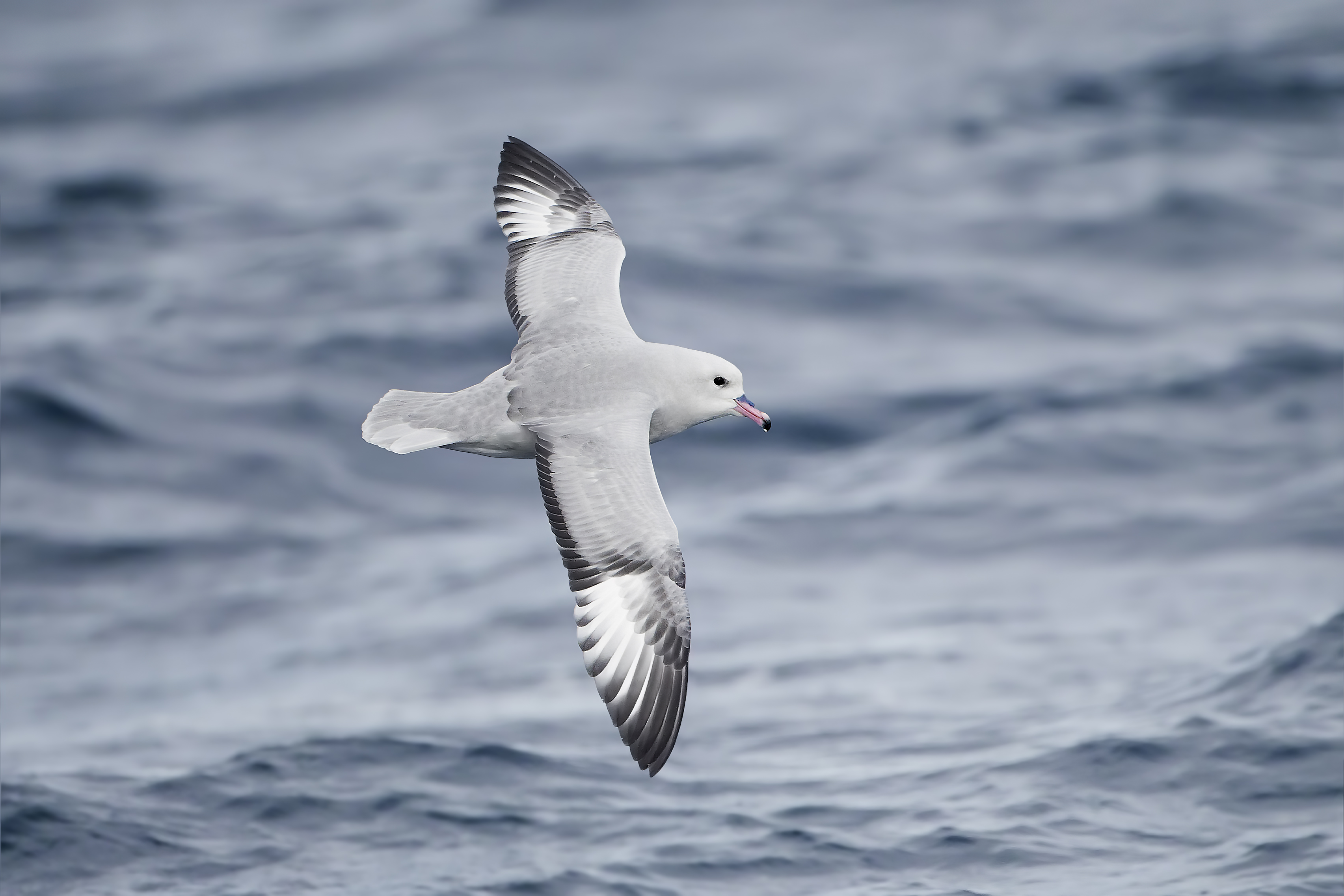
Buřňák jižní
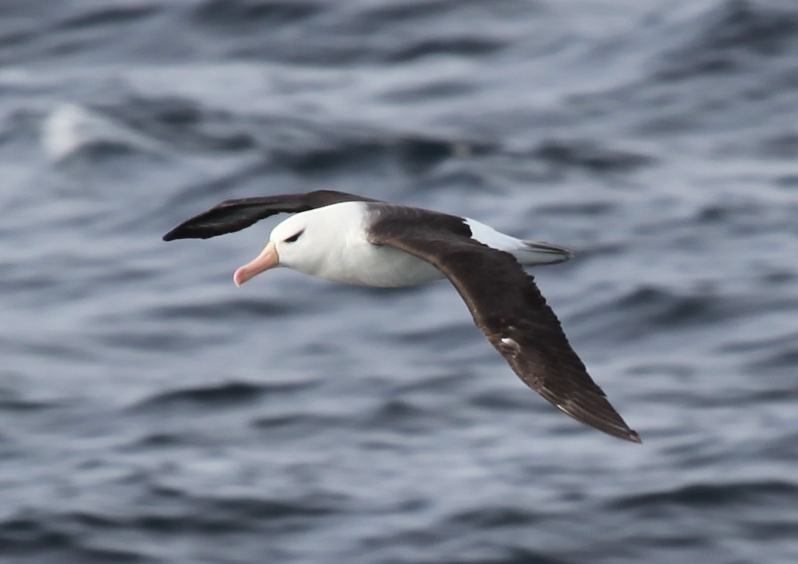
Albatros černobrvý
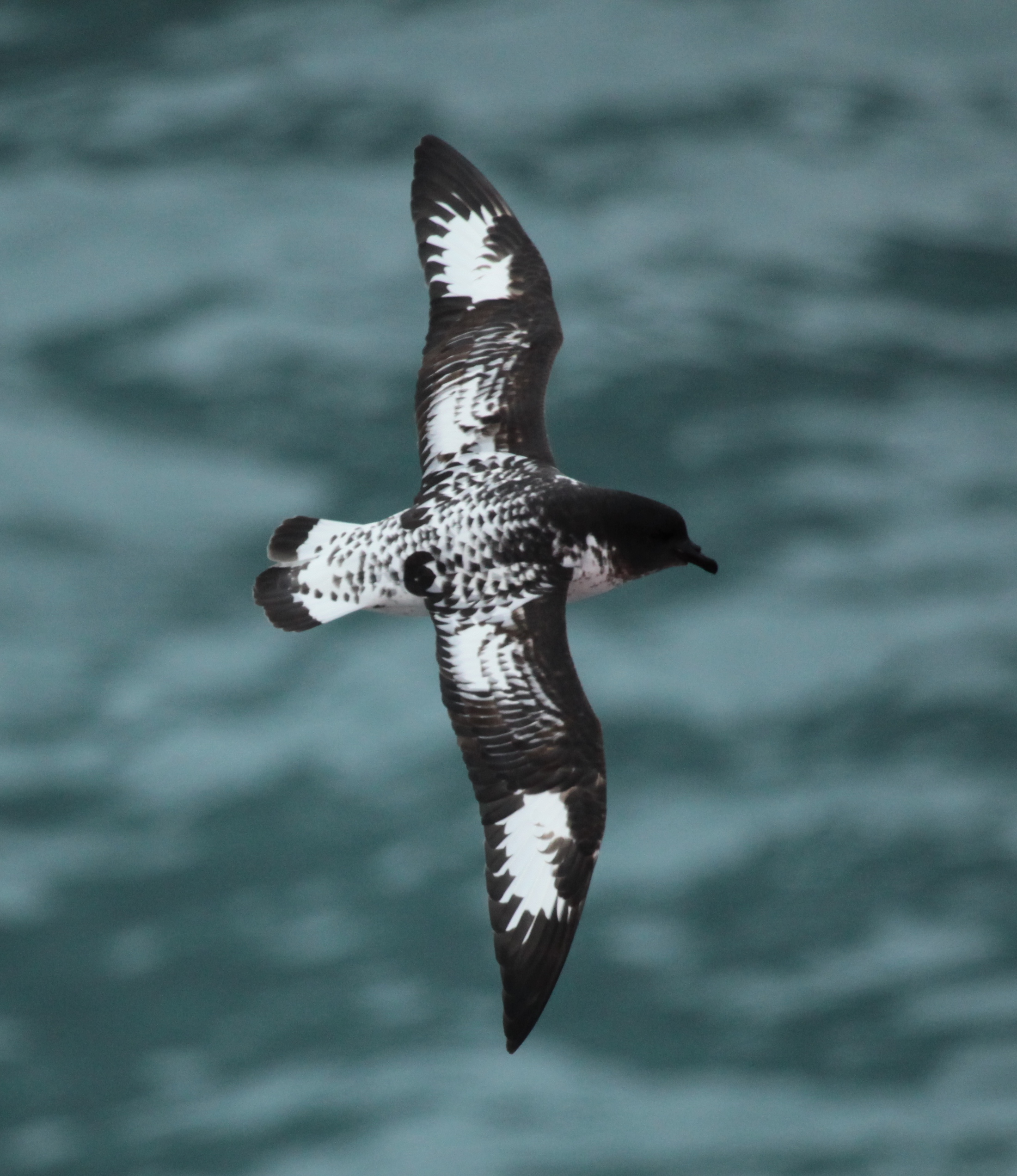
Buřňák černobílý
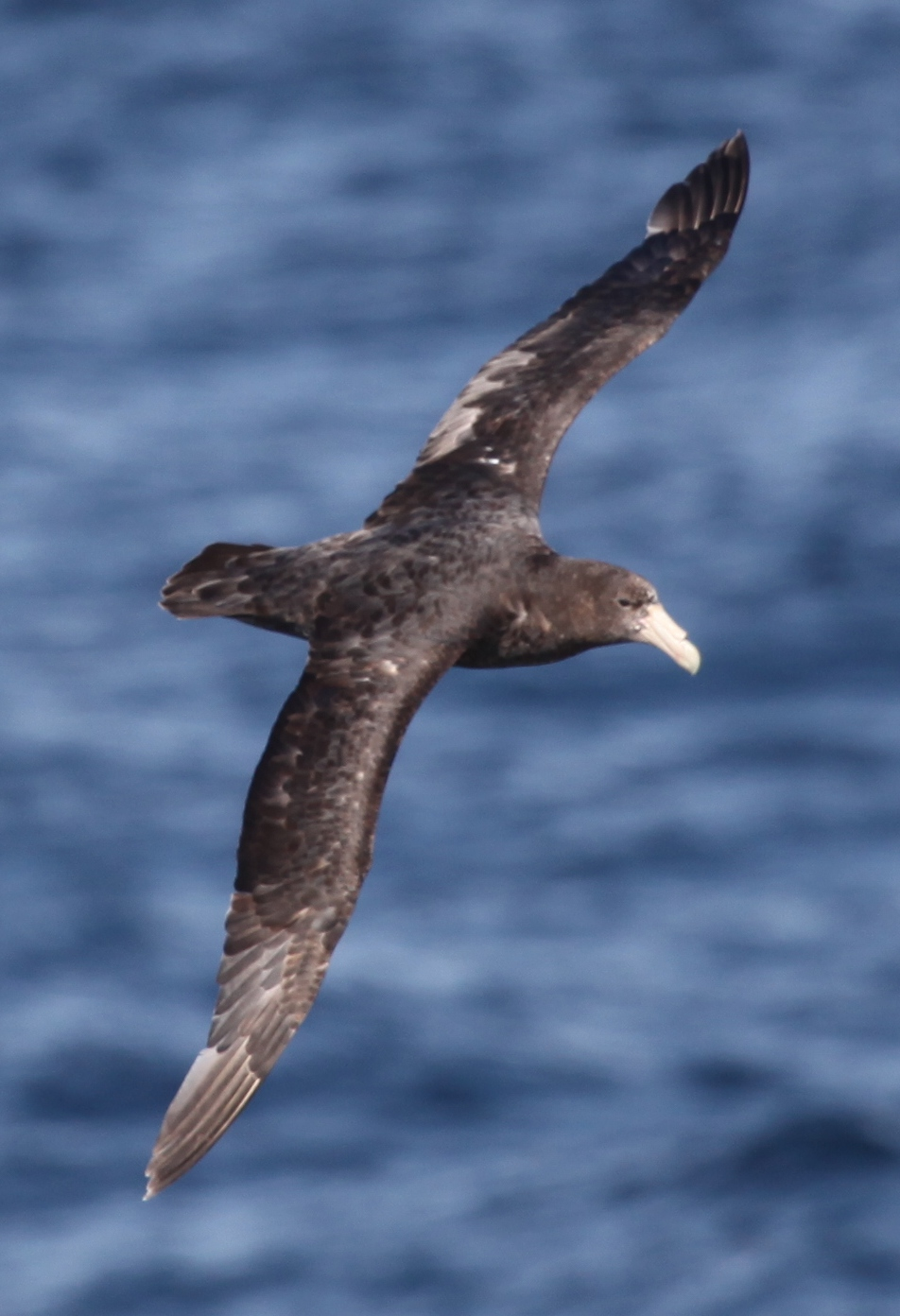
Buřňák obrovský

### Zobák a nozdry
Společným znakem všech trubkonosých jsou vnější protažené nozdry trubkovitého tvaru ústící do zrohovatělých výběžků na horním zobáku. U albatrosovitých tyto nozdry ústí po stranách horní čelisti, u ostatních trubkonosých jsou umístěny na svrchní střední části horního zobáku u jeho kořene. Do nozder ústí solné žlázy, jimiž trubkonosí filtrují přebytečnou sůl z pozřené mořské vody.
Dalším společným unikátním znakem trubkonosých je stavba zobáku, který je složen ze 7–9 zrohovatělých destiček. Poskládání těchto destiček bývá druhově unikátní a vědcům někdy pomáhá k rozlišení vzhledově podobných druhů přímo v terénu. Horní čelist je delší než spodní a špička horního zobáku je přes ten spodní zaháknutá. Ostrá špička zobáku se ptákům hodí k pevnému uchopení kluzkých živočichů sebraných z moře. Některé menší druhy trubkonosých mají ve spodní čelisti výrůstky hřebínkovitého tvaru, které slouží jako filtr při sběru planktonu a malých živočichů. Barva zobáku je většinou černá či tmavě šedá, některé druhy však hýří mnohem pestřejšími barvami jako je oranžová, žlutá či růžová.

### Žaludeční olej

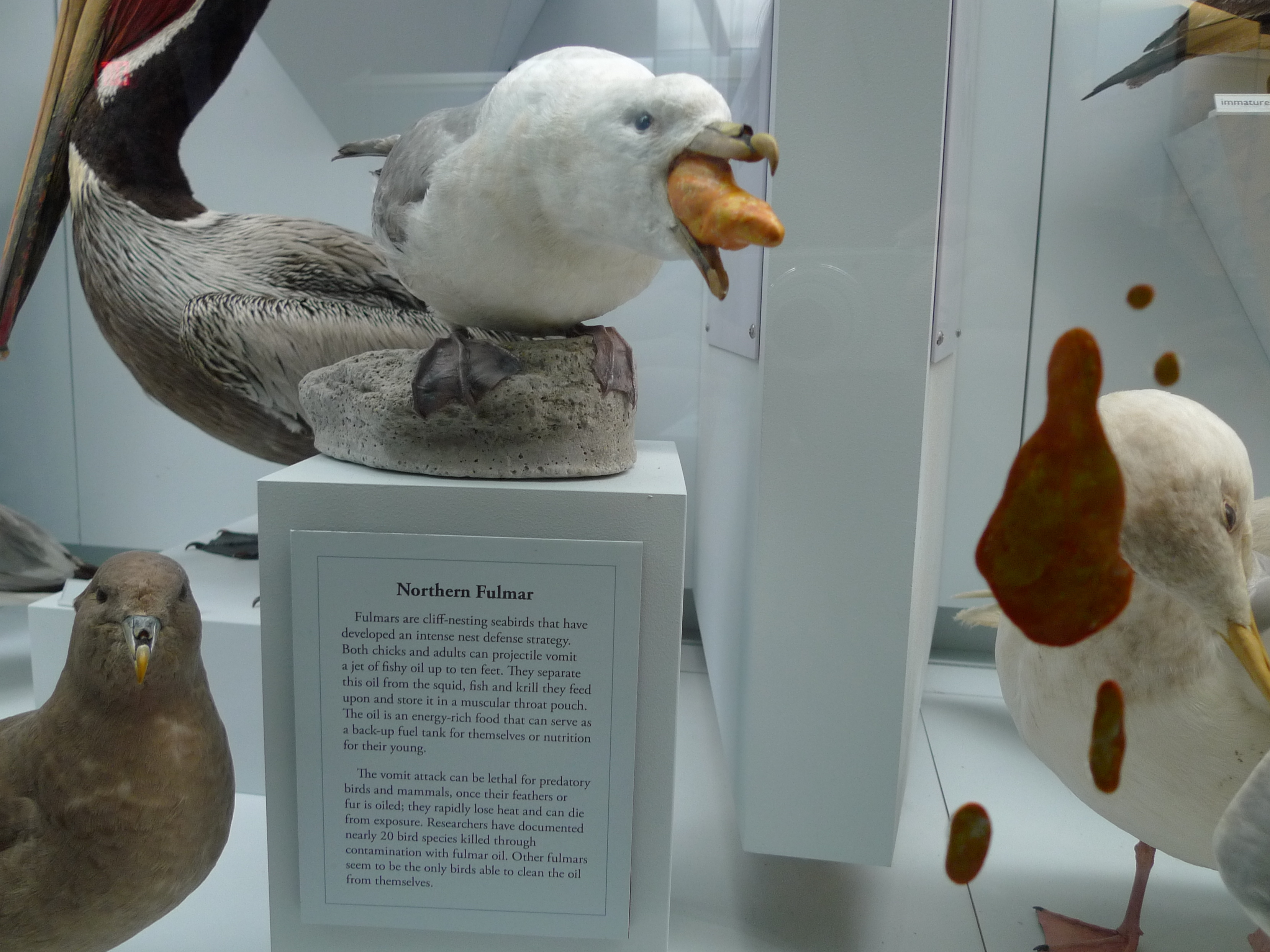
Muzejní vyobrazení burňáka ledního při vyvrhování žaludečního oleje (Přírodovědné muzeum v Santa Barbaře)

Unikátní charakteristikou trubkonosých je také přítomnost žaludečního oleje, který se vyskytuje u všech zástupců s výjimkou rodu Pelecanoides. Žaludeční olej se vytváří ve žláznatém žaludku (proventriculus), který předchází svalnatému žaludku (ventriculus). Žláznatý žaludek je v normálním stavu přeložený, takže jeho zvětšená plocha umožňuje přítomnost vysokého počtu žláz a v případě potřeby se může výrazně roztáhnout. Přesné složení oleje závisí na druhu a přijímané potravě, ale obecně má vysokou energetickou hodnotu a obsah vitamínů A a D.
Žaludeční olej produkují všichni jedinci – jak mláďata, tak hnízdící a nehnízdící dospělci. Je poměrně lehký, s relativní hustotou 0,88 vůči vodě, tzn. žaludeční olej by v případě vyvržení plaval na vodní hladině (pro srovnání olivový olej má relativní hustotu cirka 0,91). Má sladký a rybí zápach, jeho barva může být různá, ale většinou je tmavší od jantarové až po tmavou červeno-hnědou. Funkce oleje je dvojí: slouží jako zásobárna energie (olej je tráven během dlouhých letů či je podáván mláďatům spolu s částečně natrávenou potravou) a vyvržený se používá jako obrana proti predátorům.
Olej je extrémně energeticky výživný, v některých případech má až třicetinásobnou energetickou hodnotu oproti tuhé potravě stejného objemu. K jeho tvorbě dochází po spolknutí potravy, kdy začíná zpracování jídla zažívacím systémem. Tuhé části se přesunou do dvanáctníku, zatímco vodnaté, energeticky výživné části jsou zadrženy ve žláznatém žaludku. Trubkonosí často létají za potravou stovky až tisíce kilometrů daleko a je tedy pro ně výhodné přenášet zpět do hnízda potravu v podobě oleje, který má extrémně výhodný poměr výživové energie vůči váze.
Množství oleje ve žláznatých žaludcích se liší podle druhu a časovém období, může však představovat významnou část celkové váhy jednotlivce. Z těla buřňáka tenkozobého (Ardenna tenuirostris) bylo vyjmuto 280 ml oleje, což představovalo kolem 30 % jeho celkové váhy.

## Rozšíření

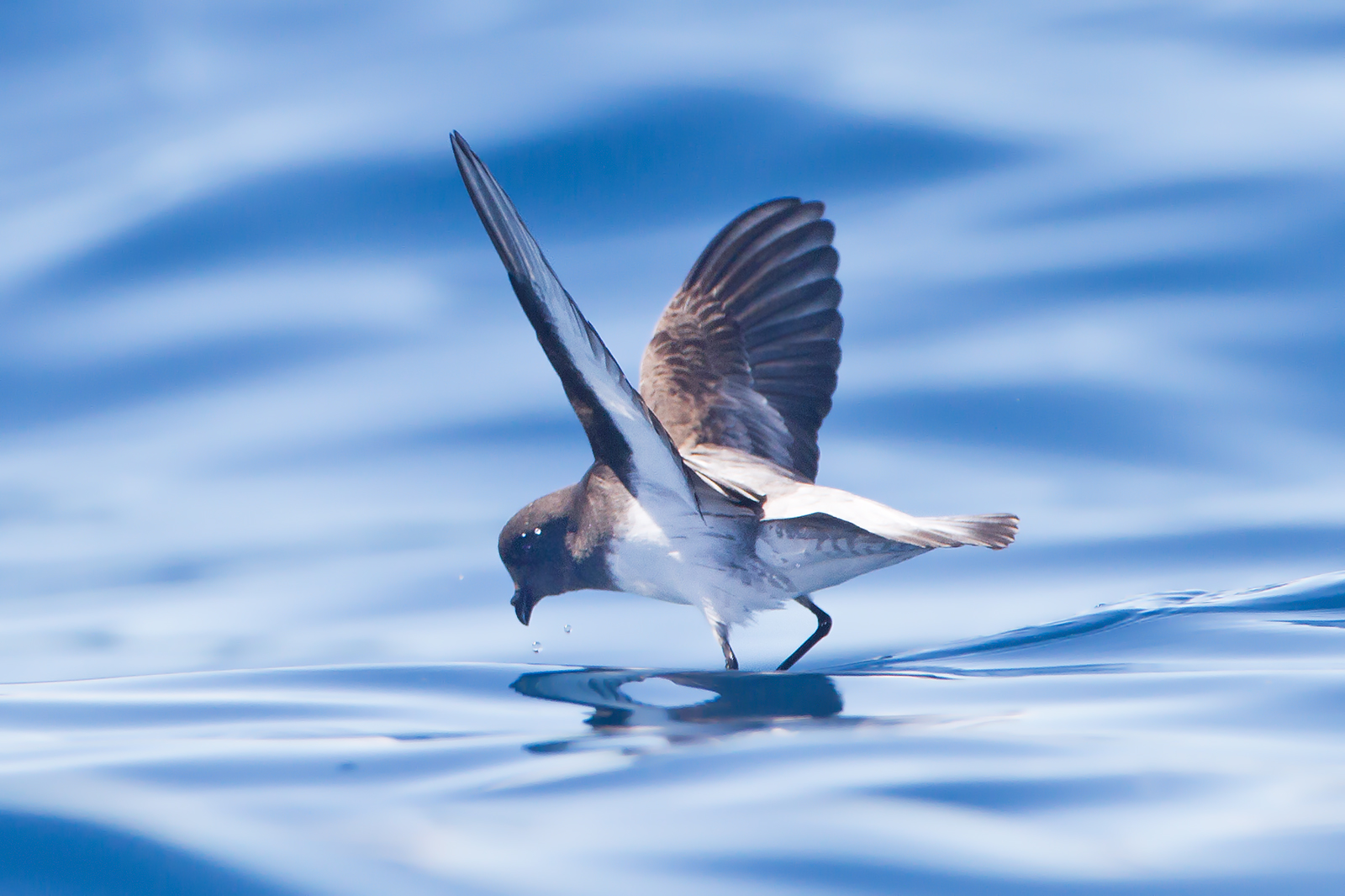
Buřníček šedohřbetý (Garrodia nereis)

Trubkonosí jsou svým výskytem vázáni na moře a oceán. Na břeh přilétají většinou pouze za účelem hnízdění a mimo hnízdní období tráví prakticky veškerý čas na moři. Vyskytují se od tropů po polární oblasti ve všech oceánech, avšak většina druhů se rozmnožuje v mírném podnebném pásu. Většina druhů se vyskytuje na jižní polokouli. Nevyskytují se v brakických vodách a v nejvyšších zeměpisných šířkách severní polokoule.
Rozšíření trubkonosých v době mimo hnízdní období je vesměs řízeno dostupností potravy (ta je nicméně závislá na mnoha jiných faktorech, jako jsou oceánské proudy či počasí). Některé druhy jsou tažné a podnikají každoroční migraci. K těmto druhům patří buřňák tenkozobý (Puffinus tenuirostris) nebo buřňák severní (Puffinus puffinus), kteří během svých tahů překračují rovník. Zatímco buřňák tenkozobý se rozmnožuje na jižní polokouli a zimuje na severní, u buřňáka severního tomu je naopak. U buřňáků temných (Ardenna grisea) byla dokonce zaznamenaná nejdelší elektronicky naměřená migrace ze světa zvířat, když buřňáci letěli krouživými a elipsovitými pohyby z Nového Zélandu přes Japonsko a Aljašku do Kalifornie a poté zpět na Nový Zéland. Za cca 8 měsíců uletěli zhruba 64 tisíc kilometrů.

### Populace
Početnost trubkonosých se může extrémně lišit podle druhu. Velikost populací některých druhů se počítá pouze v desítkách jedinců, např. u buřňáčka guadalupského (Oceanodroma macrodactyla), buřňáka Macgillivrayova (Pseudobulweria macgillivrayi) nebo buřníčka chathamského (Fregetta maoriana), zatímco u jiných druhů čítá desítky milionů, např. u buřňáka holubího (Pachyptila desolata) nebo buřňáka tenkozobého (Ardenna tenuirostris). Buřníček žlutonohý (Oceanites oceanicus), jehož žijí desítky miliony kusů, patří k nejrozšířenějším mořským ptákům vůbec. Celková populace všech trubkonosých se počítá řádově ve stovkách milionů.

## Biologie a chování

### Rozmnožování

#### Hnízdiště

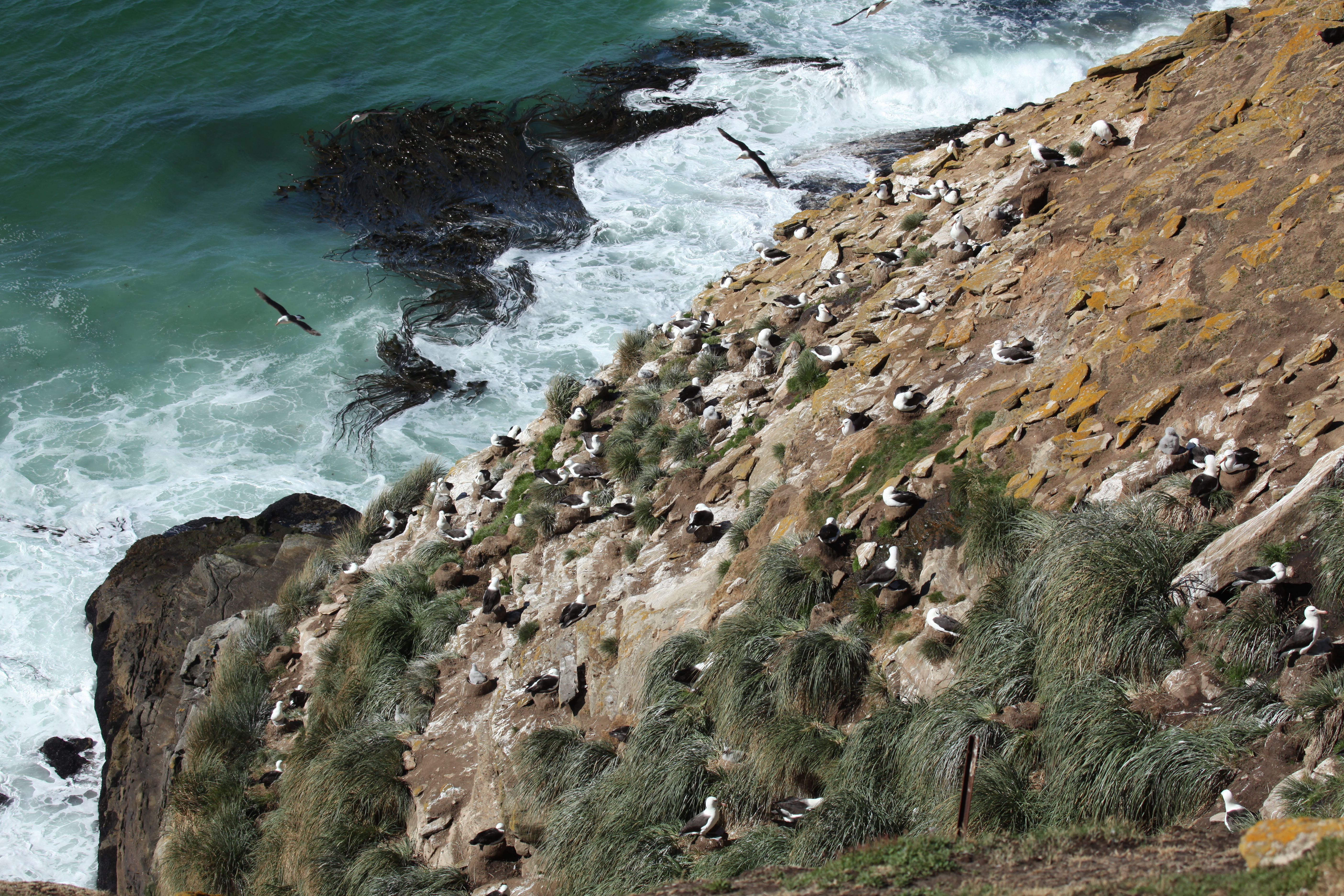
Kolonie albatrosů černobrvých na Saundersově ostrově na Falklandách

K rozmnožování dochází na břehu v koloniích, a to většinou na odlehlých ostrovech, skalních výběžcích a římsách a obecně v těžko přístupném terénu, kde se běžně nevyskytují suchozemští predátoři. Kolem pětiny trubkonosých hnízdí na povrchu, ostatní si hloubí až metr dlouhé nory či si staví hnízda v úkrytech pod balvany a štěrkovými nánosy. Ptáci hnízdící na povrchu jsou buď příliš velcí na to, aby hnízdili v norách (např. albatrosi), nebo se jedná o malé druhy hnízdící v tropických oblastech bez přítomnosti predátorů, takže se u nich nevyvinula potřeba ukrývat se do nor. Druhy hnízdící v norách typicky opouští noru pouze v noci, což je patrně způsob obrany proti dravým ptákům. Velké druhy, které se nemusí tolik obávat dravců, hnízdí na povrchu a bývají aktivní hlavně ve dne.
Hnízda větších druhů trubkonosých bývají umístěna v místech s dostatečně silným větrem, který větší druhy nutně potřebují ke vzletu. Menší druhy dokáží vzlétnout za pomocí rychlého mávání křídel, což větší druhy nesvedou. Hustota hnízdišť v koloniích závisí na místě a druhu – zatímco některé druhy preferují široké odstupy od ostatních hnízdících jedinců, jiné si staví hnízda těsně vedle sebe. Např. na 523hektarovém ostrově Baccalieu u Newfoundlandu bylo odhadnuto 3,36 milionů hnízdišť buřňáčků dlouhokřídlých (Oceanodroma leucorhoa) a na mnohem menším, 98hektarovém ostrově Rangatira se vyskytuje kolem 1,3 milionů nor buřníčků běločelých (Pelagodroma marina).
Na některých lokalitách dochází ke hnízdění různých druhů trubkonosých, takže se jejich kolonie překrývají. V takových případech jsou menší druhy citelně znevýhodněny v rozepřích o teritoria. U takového buřňáka šedého (Calonectris diomedea) bylo zdokumentováno, jak usmrtil některé menší druhy trubkonosých, když se rozhodl rozšířit své hnízdní teritorium a zabrat sousední hnízdiště.
Trubkonosí tíhnou k filopatrii, tzn. mají tendenci vracet se do míst, kde se narodili. Míra filopatrie se liší, avšak může nabývat poměrně extrémních rozměrů – u albatrosů laysanských bylo zjištěno, že většina z nich si zakládá svá první hnízda do 20 metrů od svých rodných hnízd. Podobně na tom byl i buřňák šedý severoatlantský (Calonectris borealis), u jehož populace nedaleko Korsiky bylo zjištěno, že drtivá většina samců si zakládá hnízda do 100 m od svého rodného hnízda; 9 ze 61 sledovaných samců dokonce hnízdilo ve své rodné noře. Rozšířená je i dlouhodobá věrnost hnízdišti – každoročně se vrací klást svá vejce do téhož hnízda až kolem 91 % buřňáků Bulwerových (Bulweria bulwerii) a v případě úspěšného vyvedení mláďat až 81 % buřňáků šedých (Calonectris diomedea).

#### Tvorba páru
Trubkonosí představují extrémní zástupce K-stratégů, tzn. živočichů s pomalou reprodukcí, dlouhým životním cyklem a ve většině případů i pozdní pohlavní dospělostí. Tvoří monogamní páry, které spolu zůstávají dlouhé roky a někdy i celý život. Rozvody se nicméně dějí, a to hlavně v případě neúspěšného vyvedení mláďat. Ke tvorbě páru většinou dochází v kolonii, kde ptáci předvádí velmi propracované namlouvací rituály. U trubkonosých, kteří jsou aktivní ve dne, jsou námluvy zaměřeny na vizuální předvádění opeření a póz, u nočních druhů se jedná o propracované zvuky. K nejdokonalejším namlouvacím rituálům dochází u albatrosovitých, kteří předvádí jedny z nejkomplexnějších zásnubních tanců z celé ptačí říše. Tyto tance se druhově liší, avšak zahrnují mj. vzájemné čištění peří na hrudi, čištění vlastního peří pod křídly a na hrudi, natahování krků, úkrčné pózy, dotýkání se zobáky, rychlé cvakání zobáků, vykrucování krků, natahování krků k nebi, roztahování křídel, uklánění, třepání hlavami, společné synchronní lety (hlavně u rodu Phoebetria), předvádění stavby hnízda samci a podobně. Tato gesta jsou doprovázena četnými zvukovými projevy jako je vrčení, ňafání (vydávání nízko položených zvuků podobných štěkání) a vysoko položený zpěv.
K těmto audiovizuálním zásnubním předehrám dochází hlavně u mladých jedinců, kteří ještě nemají partnera, nebo u ptáků, kteří z jakéhokoliv důvodu o svého partnera přišli. Jedinci, kteří se budou námluv účastnit, přichází do kolonií o něco dříve než zaběhlé páry. Námluvy často pokračují přes celé nastávající pářící období a mohou klidně pokračovat dalších několik let, než konečně dojde k utvoření páru. Pár si poté postaví či vyhloubí hnízdo, na jehož stavbě se podílí samec i samice. Poté pár přistupuje ke kopulaci, ke které dochází výhradně na zemi. Výzkumy DNA ukázaly, že i přes monogamní svazky u samic poměrně často dochází k příležitostné kopulaci s jinými samci a jejich dlouholetý partner občas není skutečným otcem vychovávaného mláděte. Po páření takřka všechny druhy trubkonosých odlétají na moře za potravou na několik dní až týdnů, takže tvorba vejce probíhá mimo hnízdiště. U některých druhů odlétá pouze samice. Odlet na moře umožňuje trubkonosým vysoký energetický příjem před energeticky náročným obdobím kladení vejce a následným půstem během inkubace.

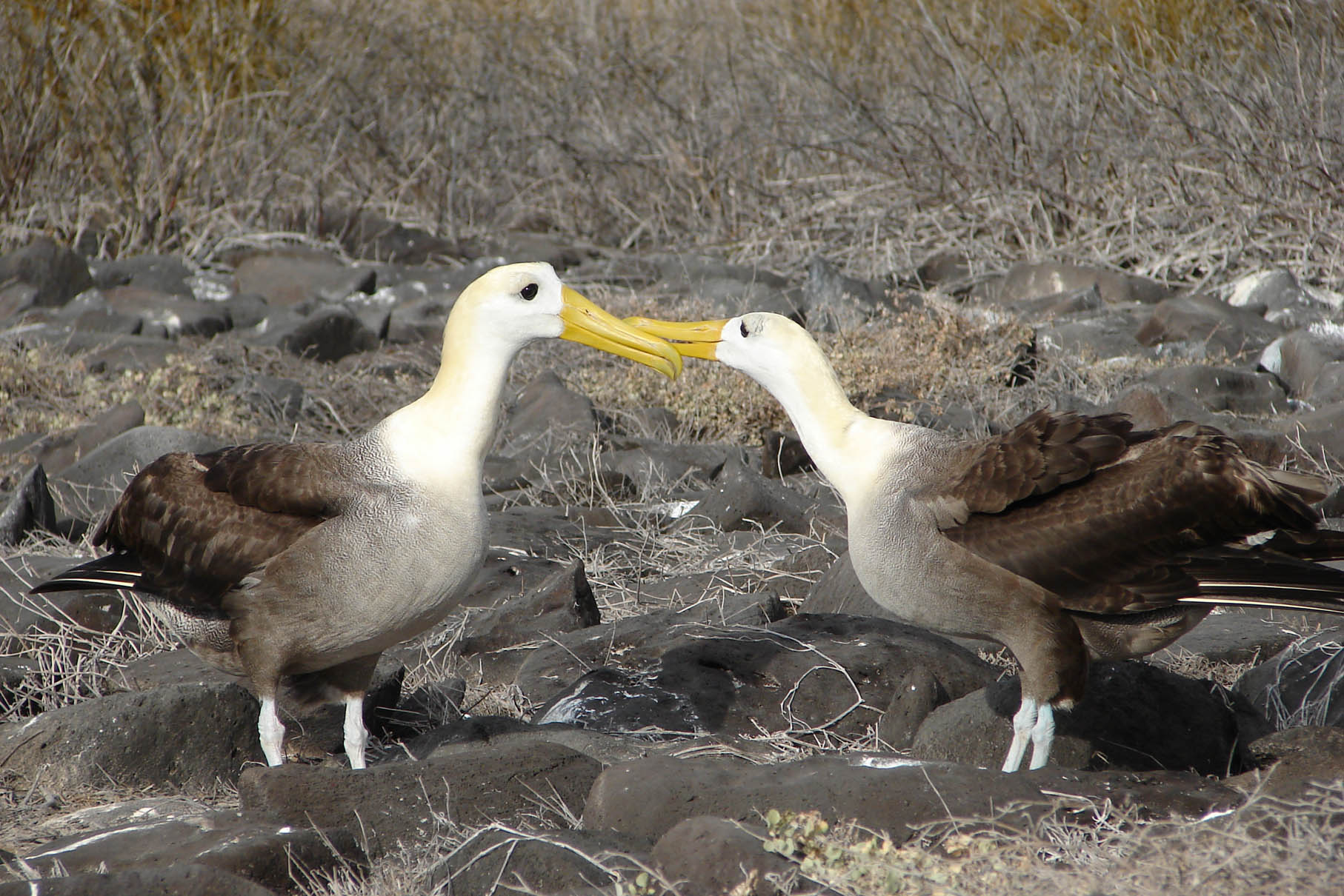
Dotýkání zobáky u albatrosů galapážských
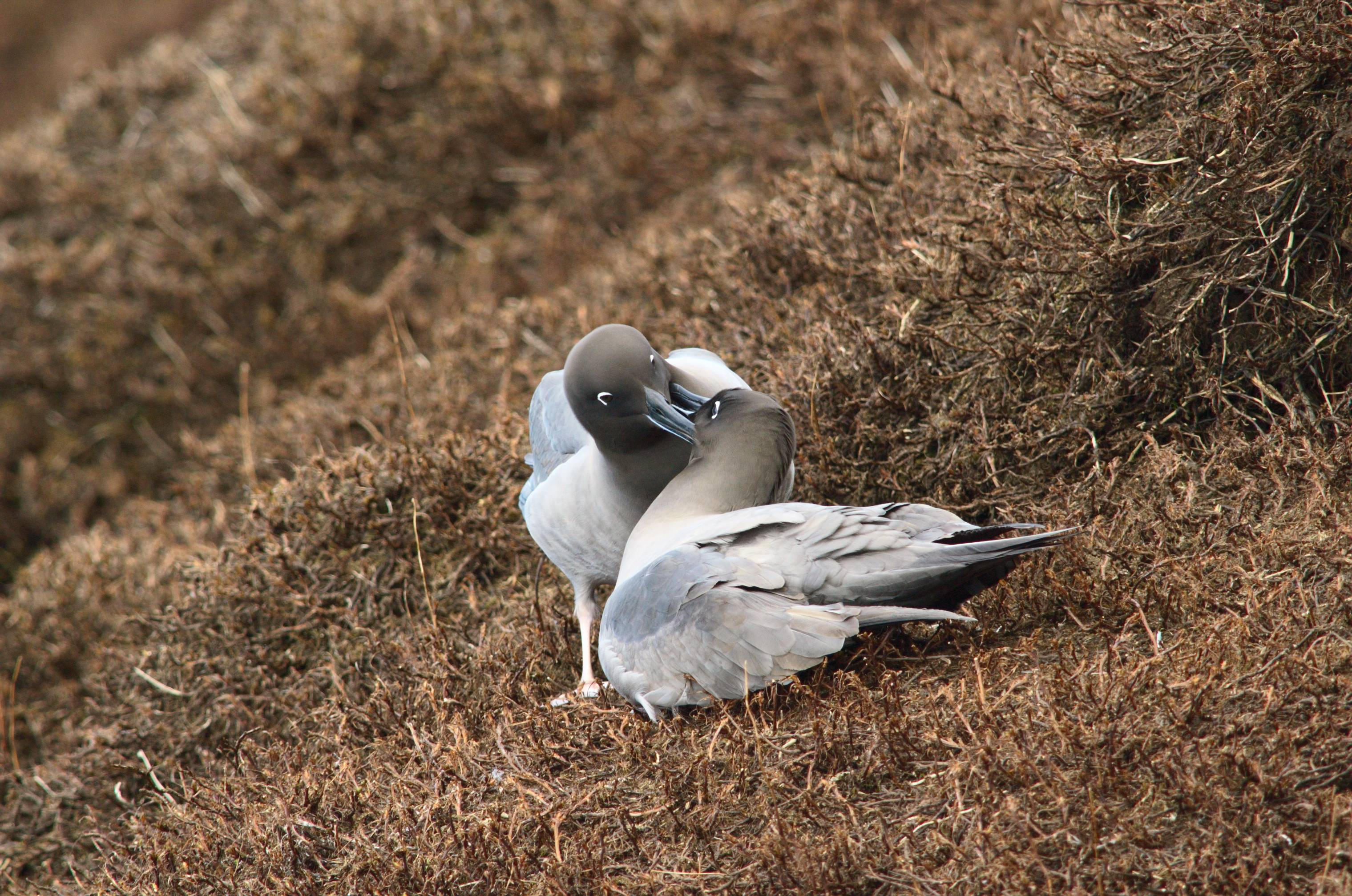
Vzájemné čištění peří u albatrosů světlohřbetých
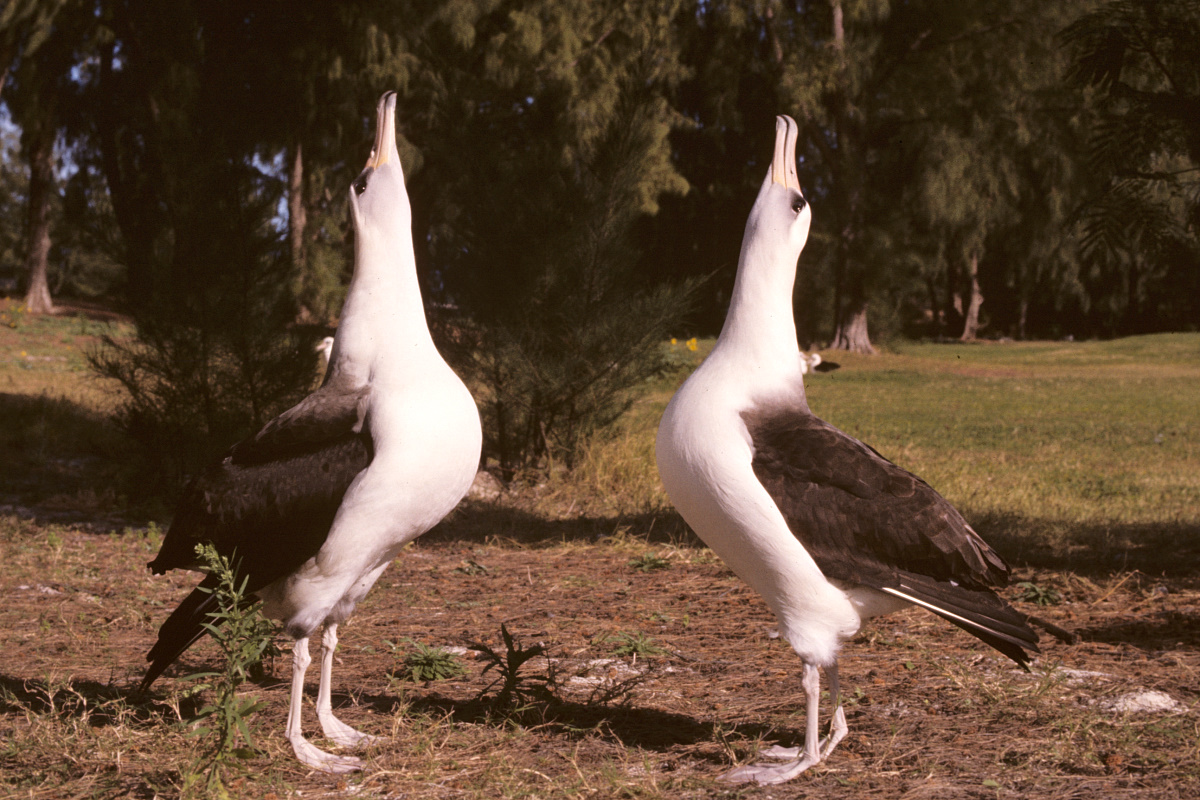
Synchronizované zvedání zobáků k nebi u albatrosů laysanských
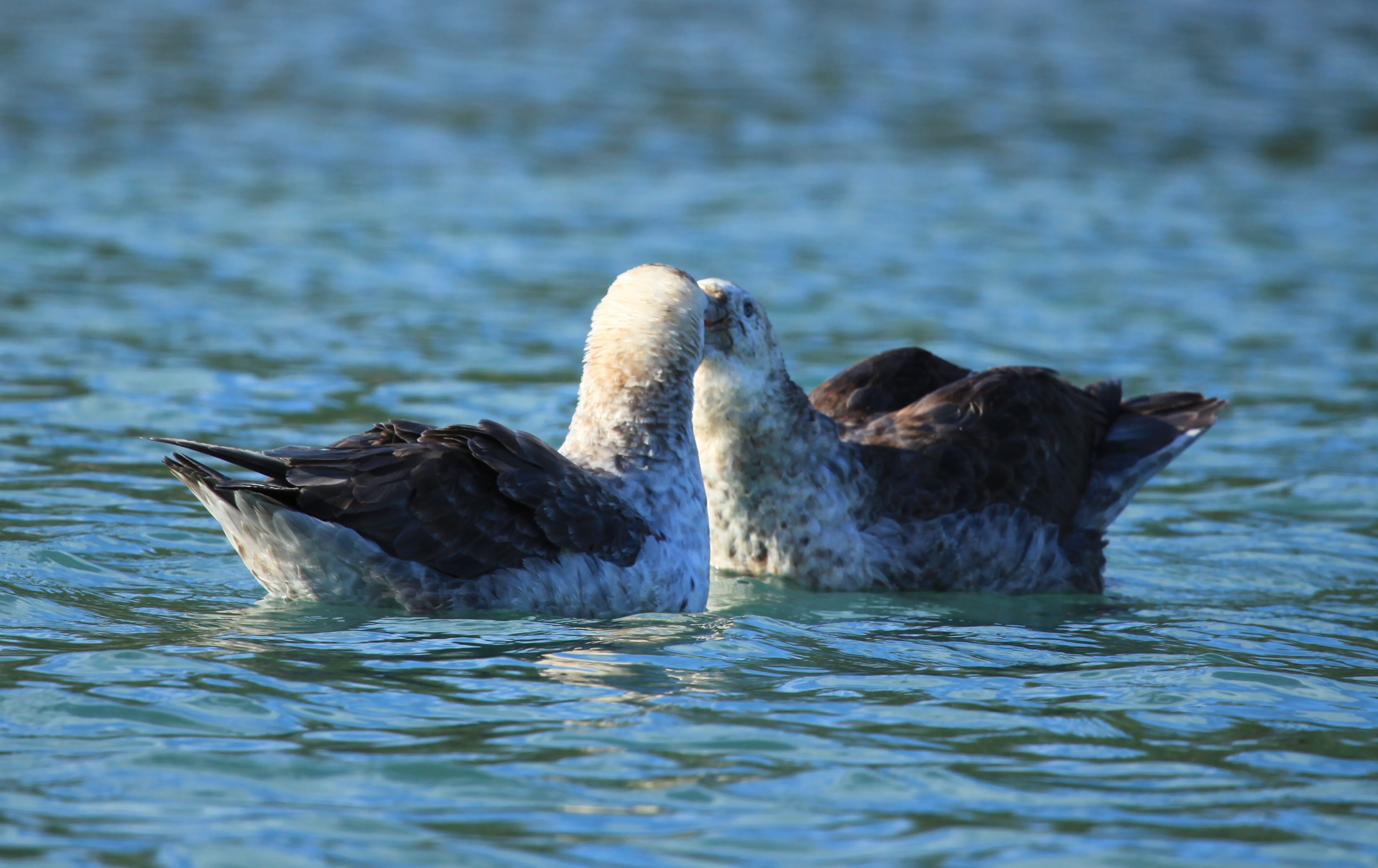
Hra se zobáky buřňáků Hallových
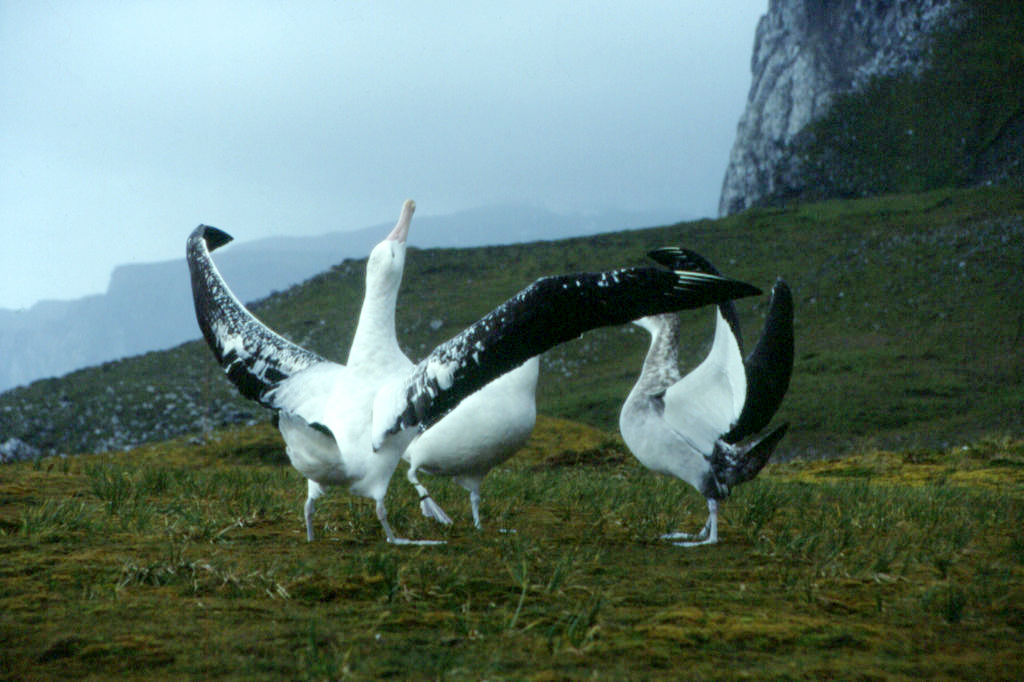
Naparování peří albatrosů stěhovavých
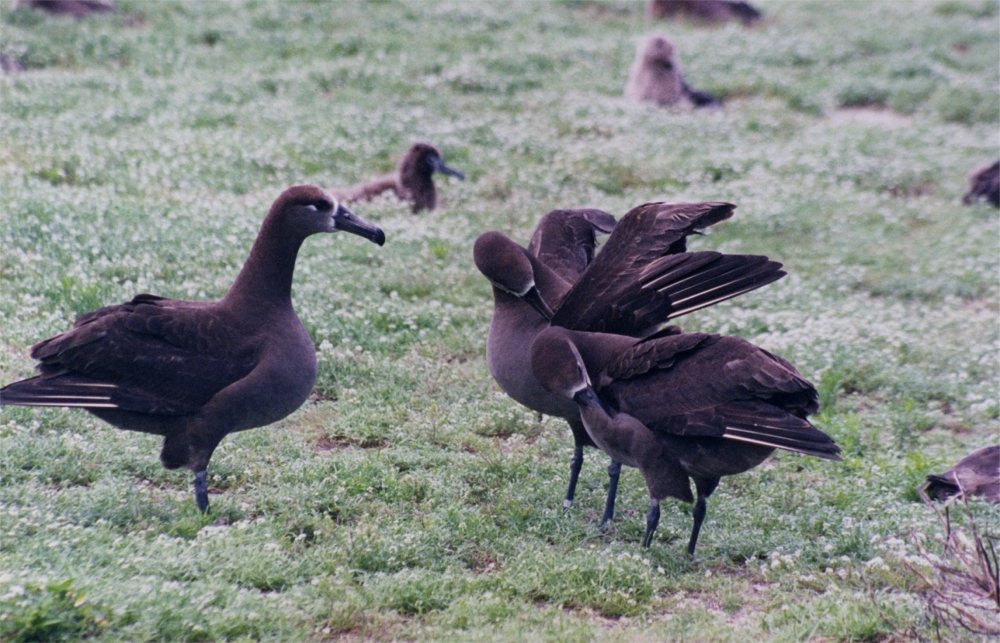
Předvádění čištění peří albatrosů černonohých

#### Výchova mláďat

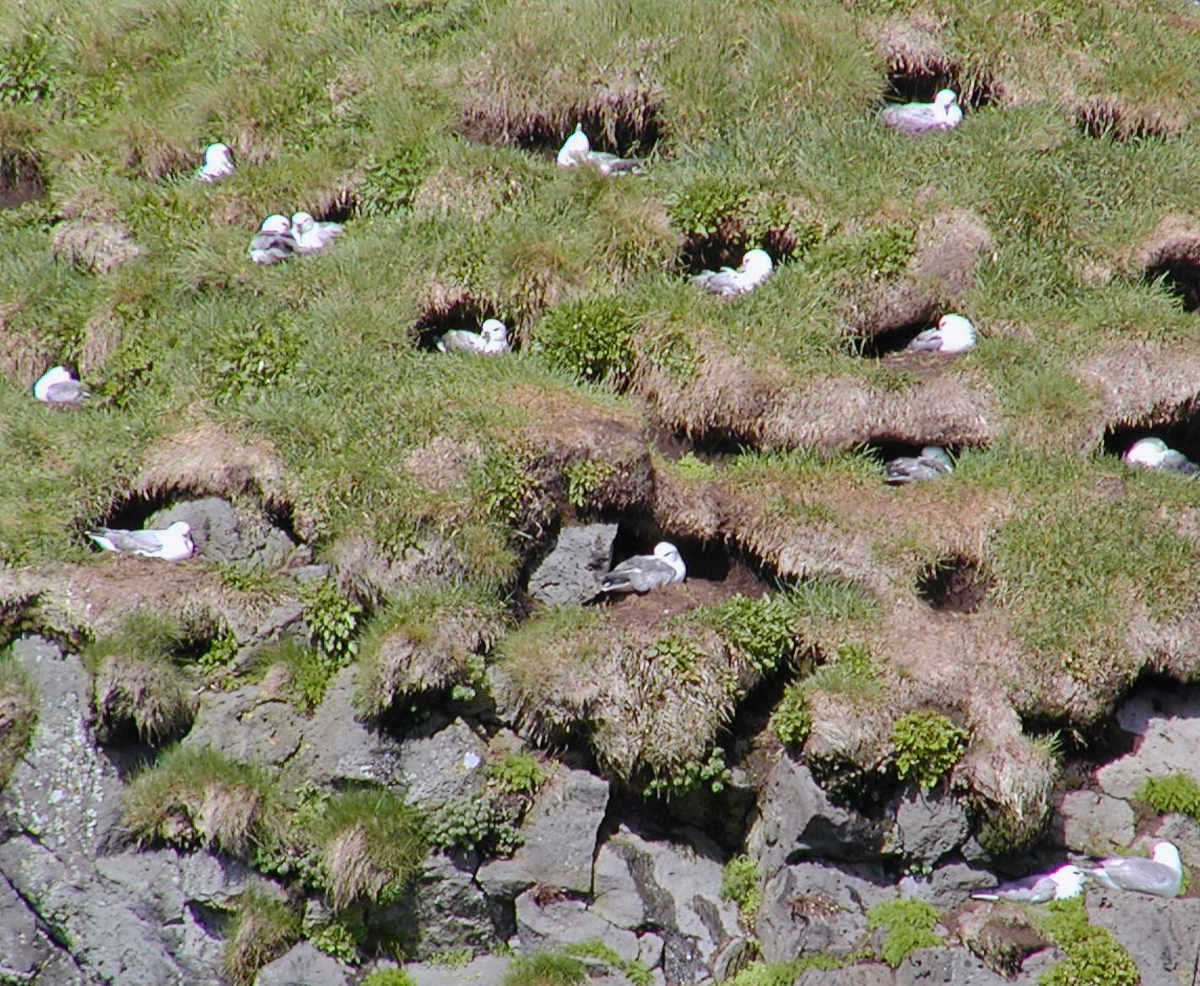
Hnízdící buřňáci lední na Islandu

Krátce po návratu samice z oceánu dochází ke snesení vejce, které v průměru váží 5–30 % hmotnosti samice. Trubkonosí kladou pouze jedno vejce jednou za rok, menší část trubkonosých klade vejce ob jeden rok (hlavně větší, na povrchu hnízdící druhy). Inkubují samec i samice, přičemž první „inkubační směnu“ začíná samec. V době, kdy jeden z partnerů inkubuje, druhý partner se vydává na moře za krmením. Délka pobytu na moři roste spolu s velikostí druhu, a obyčejně trvá od cca půl dne do 18 dnů. V krajních případech může partner strávit na moři i delší čas. Je znám případ samice albatrosa laysanského, která čekala na svého partnera 50 dní, než se rozhodla k odletu z hnízda. Velké druhy jako albatrosi mohou urazit během jednoho lovného letu i tisíce kilometrů, jiné druhy jako buřňák lední (Fulmarus glacialis) mohou být zpět i za 6 hodin.
U obou pohlaví dochází během inkubace k vývinu hnízdní nažiny. Inkubace trvá v závislosti na druhu cca 39–79 dní, což je na ptáky velmi dlouhá doba. Platí, že u větších druhů trvá inkubace déle. Partneři trávívají inkubací zhruba stejné množství času, i když u některých druhů samci inkubují v průměru o něco více než samice. Krmné výpravy na moře se zkracují s tím, jak se blíží doba vyklubání mláděte, čímž je zajištěno, že přinejmenším jeden z rodičů bude mít pro novorozeně dostatek potravy. Občas se stává, že v případě vyrušení nebo dlouhé nepřítomnosti partnera je inkubující jedinec donucen opustit hnízdo a vydat se za potravou. Nepřítomnost inkubujícího rodiče na hnízdě zpomalí či úplně zastaví růst embrya, nicméně i tak je možné úspěšně vyvést mládě. U buřňáčka madeirského (Oceanodroma castro) byl zaznamenán odlet inkubujícího dospělce z hnízda na 23 dní, načež se rodič vrátil a pokračoval v inkubaci a nakonec došlo i k vyklubání mláděte. Je možné, že tato odolnost embrya vůči chladným podmínkám je jedna z adaptací trubkonosých na jejich chladný biotop.

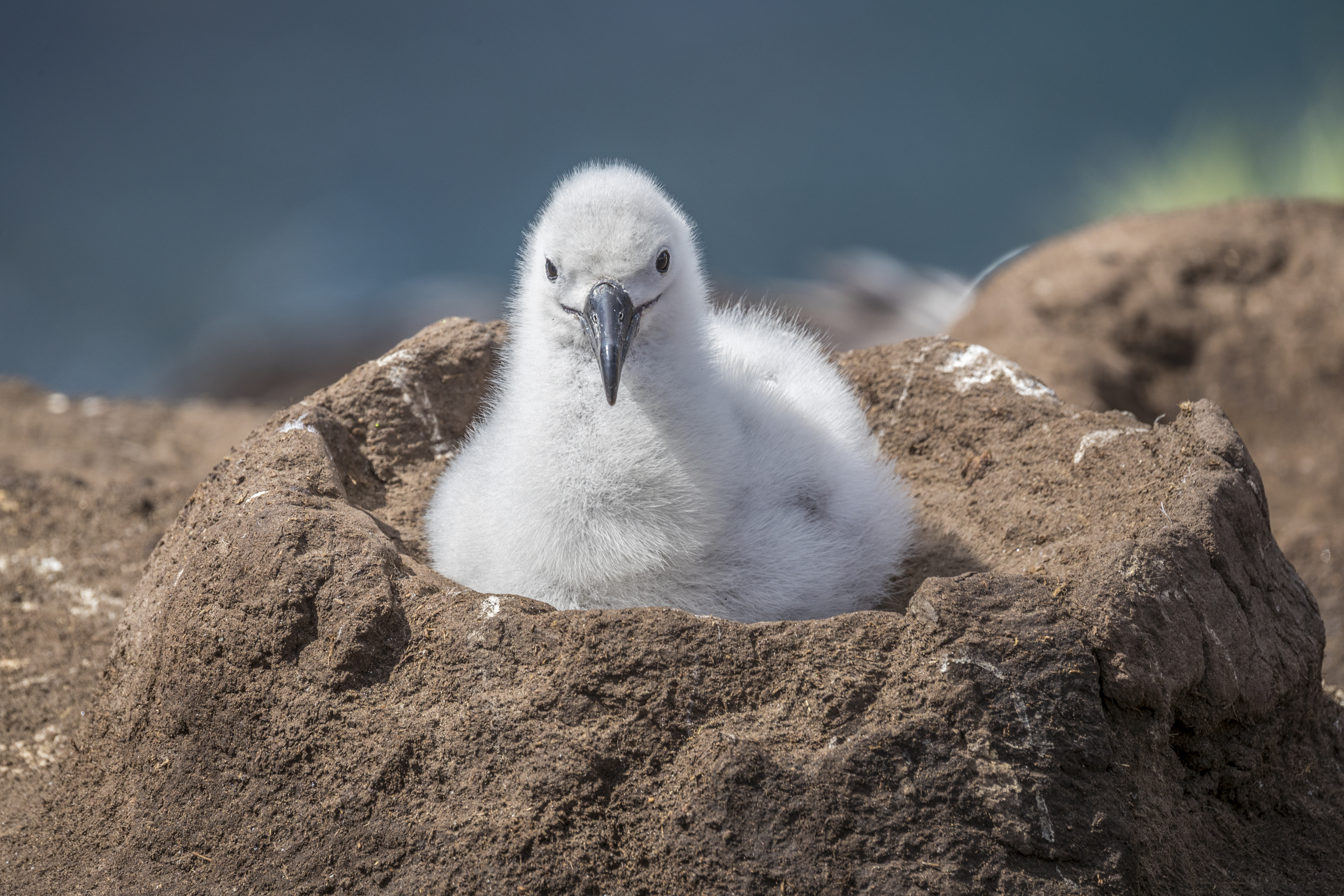
Mládě albatrosa černobrvého

Mláďata jsou po vylíhnutí plně závislá na rodičích. Rodiče je pravidelně krmí žaludečním olejem a částečně natrávenou potravou vyvrženou ze žláznatého žaludku. Žaludeční olej je přitom pro mláďata extrémně důležitý. Na Jižní Georgii byl proveden experiment, kdy bylo prohozeno 75 čerstvě vylíhlých mláďat buřníků georgijských (Pelecanoides georgicus; tento druh neprodukuje žaludeční olej) za čerstvě narozená mláďata burňáků holubích (Pachyptila desolata; dospělci tohoto druhu krmí svá mláďata žaludečním olejem). Většina mláďat buřníků georgijských byla úspěšně vyvedena, k jejich osamostatnění však došlo o něco později a měla menší zásoby tuku, než je běžné. Naproti tomu ani jedno z mláďat burňáků holubích se nedožilo 40 dní. Tento pokus tak ukázal význam žaludečního oleje pro mláďata.

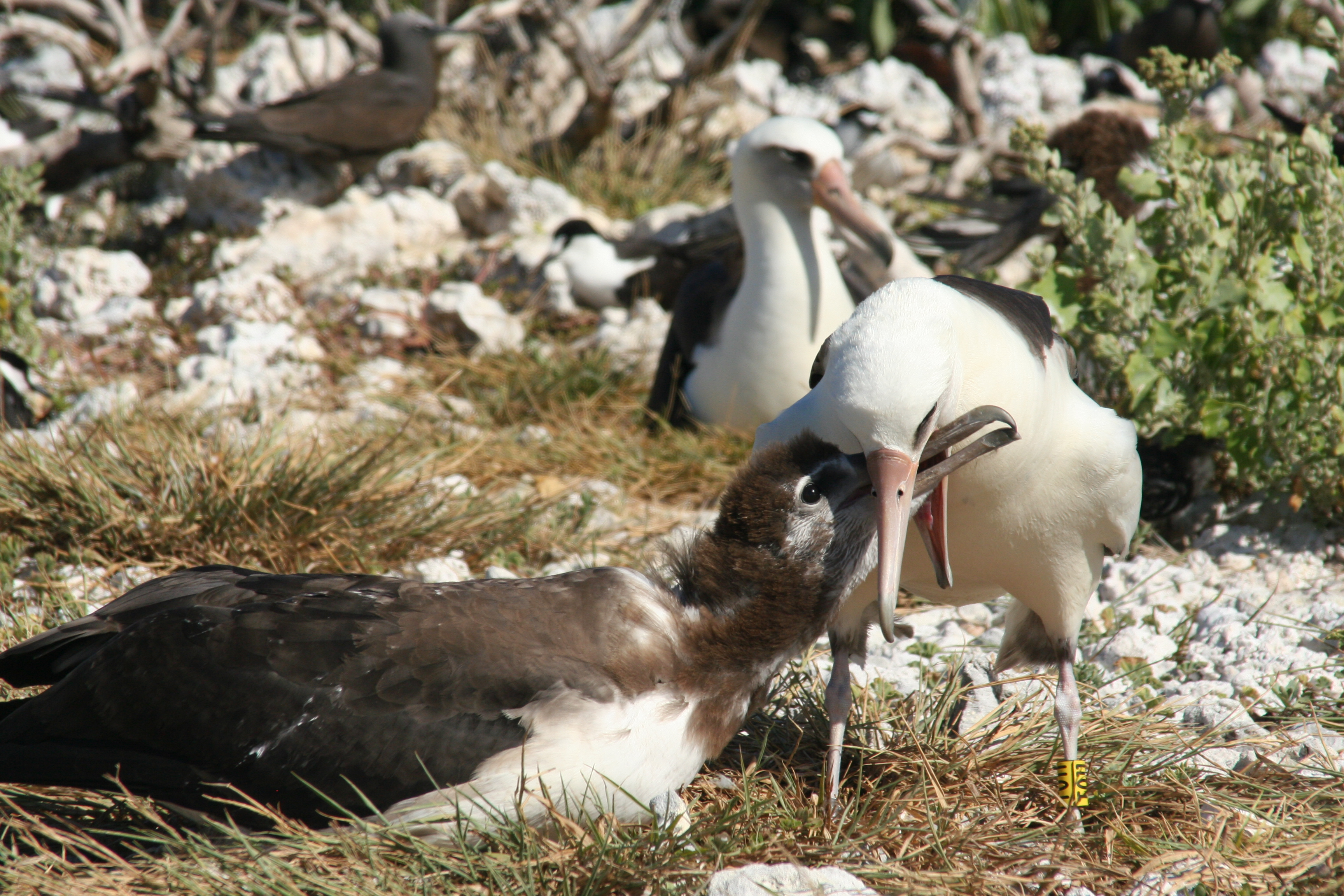
Krmení mláďat u albatrosů laysanských: rodič napumpuje žaludeční olej spolu s částečně natrávenou potravou ze žláznatého žaludku a mládě potravu zachytí dolním zobákem

Jak mládě roste, oba rodiče se začnou vydávat za potravou současně a mládě je tak ponecháno samo na hnízdě. K osamostatnění mláďat dochází po 2–9 měsících, načež se rozletí na moře, kde stráví následující roky. Několikaměsíční výchova mláďat rodiči je na ptáky velmi dlouhá doba. Jedním z důvodů pro takto dlouhý vývin je patrně absence přirozených suchozemských predátorů v místě hnízdišť, takže mláďata nepodléhají tlaku rychle vyrůst, osamostatnit se či odletět do bezpečí. Dalším důvodem je patrně nedostatek potravy v okolí hnízdiště, takže rodiče musí za potravou letět stovky i tisíce kilometrů a pokud by mláďata rostla rychle, rodiče by nebyli schopni uspokojit jejich energetické nároky.
Žádný z trubkonosých se nepáří hned první rok života. Nejdříve se začínají pářit buřňákovití z rodu Pelecanoides, kteří se vrací do svých natálních kolonií za účelem rozmnožování po 2–3 letech, někteří již po 1 roce. U ostatních druhů dochází k prvnímu hnízdění podstatně později, u největších, jako jsou velké druhy albatrosů, i za více než 10 let po narození.

### Potrava

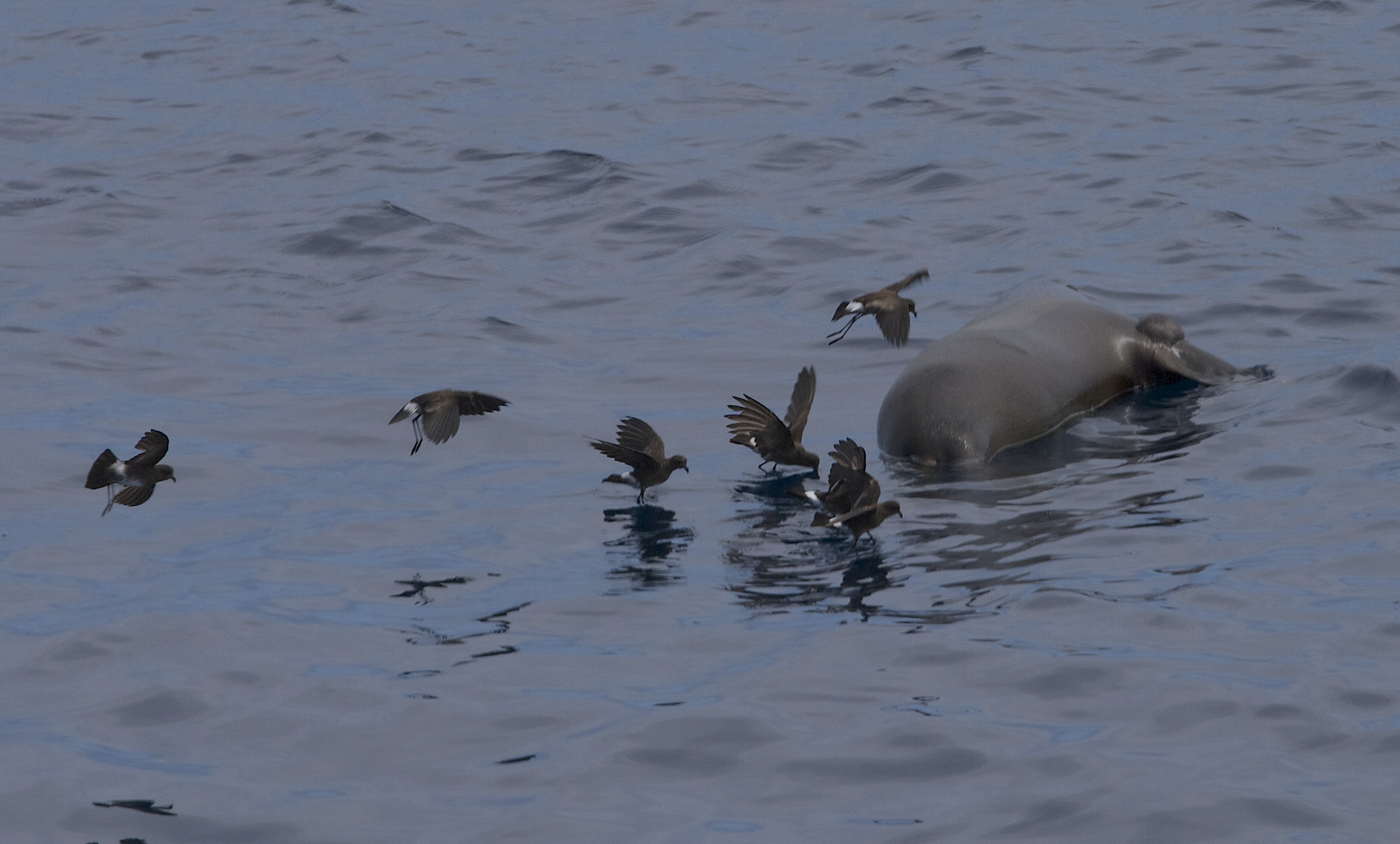
Buřníčci žlutonozí (Oceanites oceanicus) a buřníčci drobní (Oceanites gracilis) hodují na zdechlině lachtana mořského

K nejčastěji pojídané potravě patří desetiramenatci, ryby a kril. K základu jídelníčku většiny trubkonosých patří i další korýši, ovšem albatrosovití je pojídají spíše příležitostně. Trubkonosí jsou v potravě flexibilní a jejich jídelníček se může razantně proměňovat v závislosti na dostupnosti potravy a ročním období.
U hnízdících albatrosů byly zjištěny dvě potravní strategie: oportunní sběr potravy a pak jakási obdoba „dojíždění“ (létání) za potravou. Oportunní sběrači potravy (např. albatros stěhovavý) shání potravu průběžně podél okružních tras dlouhých i tisíce kilometrů. Naproti tomu „dojíždějící sběrači“ (např. albatros černobrvý) nejdříve odletí do oblasti s pravděpodobným výskytem velkého množství potravy, jako jsou ústí řek či oblasti kontinentálních zlomů, tam nasbírají potravu a poté se vrací rovnou zpět do hnízda.
Kolem 80 % trubkonosých získává potravu sběrem z vodní hladiny, ke kterému dochází většinou za letu. Ostatní druhy se pro potravu potápí, a to někdy i desítky metrů pod hladinu. U buřňáka temného (Ardenna grisea) byl zaznamenán ponor hluboký 93 m. Krmení často nastává v blízkosti kytovců (delfínů, kosatek), tuňáků či jiných velkých mořských predátorů, kteří svou aktivitou vyhánějí ostatní živočichy k vodní hladině. V oblastech bohatých na potravu se trubkonosí často shlukují do velkých hejn se zástupci téhož druhu i s jinými mořskými ptáky.

### Vokální projev
Vokální projevy trubkonosých se druhově odlišují. Přinejmenším u některých druhů bylo prokázáno, že jejich zvukový projev přenáší informaci o druhu, pohlaví a identitě, takže tito ptáci mohou rozpoznat jedince téhož druhu, jiné druhy či své partnery a partnerky. Komplexita volání má tendenci stoupat s velikostí jedinců. Nejkomplexnější bývá u dlouho žijících velkých druhů, jako jsou albatrosi. U druhů aktivních v noci představují kontaktní volání klíčový způsob, jak identifikovat lokaci jedince v rámci páru.
Stejná volání mohou mít jiný význam v různých kontextech – např. u samic buřňáků šedých (Calonectris diomedea) byla pozorována odlišná reakce na volání samců v závislosti na tom, zda zrovna hnízdí či nikoliv. Volání jsou důležitým doprovodem námluv, kde slouží mj. k přilákání pozornosti opačného pohlaví. Zvukový projev slouží i jako forma agonistického chování – všichni trubkonosí používají výhružná volání jako formu zastrašení predátorů. Albatrosi na vetřelce výhružně klepou zobáky, což patrně slouží k nalákání pozornosti na jejich silné zobáky coby silné útočné zbraně. U některých druhů jsou volání doprovázena nestrukturovanou chrčivou linkou, která může sloužit ke zmatení chaluh, které s oblibou plení hnízda některých trubkonosých.
Během pobytu na moři jsou trubkonosí spíše tiší a projevují se hlavně při soupeření o jídlo.

### Smysly
Na rozdíl od většiny ostatních ptáků mají trubkonosí velmi dobrý čich, který se dokonce vyrovná leckterým suchozemským zvířatům. Pomáhá ptákům v lokaci potravy, nalezení hnízdišť i vzájemném rozpoznání. Rozpoznání dopomáhá pižmový zápach, který je typický pro zástupce celého řádu, a který se přenáší na peří ptáků, jejich hnízda a vejce. K zesílení vnímání pachů slouží trubkonosým nejen jejich tlusté trubkovité nozdry, ale i jejich extrémně velký čichový bulbus (bulbus olfactorius), který je u nich vůbec největší ze všech ptáků. Dobrý čich se hodí i při nočním krmení.
U trubkonosých existuje vztah mezi typem hnízdění (na povrchu či v noře) a způsobem hledání potravy. Druhy, které hnízdí na povrchu, se při hledání potravy spoléhají hlavně na zrak, zatímco druhy, které hnízdí v norách, se spoléhají převážně na čich. U druhů hnízdících v norách byla zjištěna silná reakce na zápach i na zcela minimální (pikomolární) množství dimethylsulfidu. Tato látka je spojována s výskytem fytoplanktonu, a její přítomnost tak indikuje výskyt potravy. U druhů trávících významnou část života v norách se předpokládá, že jejich zrak bude horší než u povrchově hnízdících druhů. Studie zkoumající prostorové rozlišení (tzn. schopnost zraku rozlišit detaily) u norově hnízdícího buřňáčka dlouhokřídlého (Oceanodroma leucorhoa) a povrchově hnízdícího buřňáka ledního (Fulmarus glacialis) zjistila, že buřňák má oproti buřnáčkovi až šestkrát lepší prostorové rozlišení. U buřňáka ledního byla zjištěna přítomnost centrální jamky (fovea centralis), která je spojována s ostrostí vidění; buřnáček dlouhokřídlý ji nemá.

### Navigace

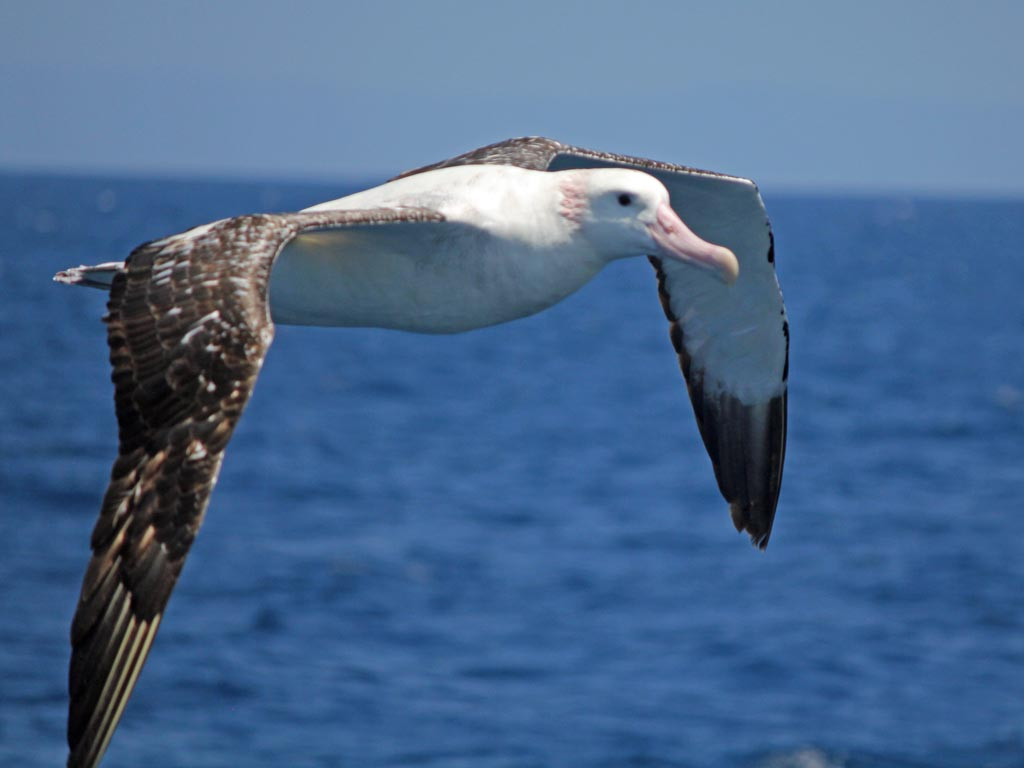
Albatros stěhovavý patří k nejvýkonnějším letcům trubkonosých; během 50 let svého života urazí až 8,5 milionu km

Trubkonosí mají schopnost se po tisíce nalétaných kilometrech s velkou přesností navrátit přímo do svého hnízda, které se často nachází na malém ostrůvku uprostřed jednotvárných vod oceánu bez přítomnosti geomorfologických prvků, podle kterých by se dalo vizuálně navigovat. Není úplně vyjasněno, jak k této navigaci dochází, avšak předpokládá se, že klíčovou roli bude sehrávat čichový systém. Zdá se, že trubkonosí si dokáží na základě větrem přivátých pachů vytvořit jakousi kognitivní čichovou mapu prostředí, podle které se orientují nejen při návratu do hnízda, ale i při letech za potravou.
Navigační schopnosti byly testovány např. u buřňáků šedých severoatlantských (Calonectris borealis). Ve vědeckém pokusu bylo 24 jedinců převezeno 800 km od jejich domoviny na Azorských ostrovech na otevřené moře. 8 ptákům byl do čichové sliznice (olfactory mucosa) vpíchnut roztok síranu zinečnatého, který má silný vliv na čichové vnímání. 8 ptákům byly na hlavu připevněny magnety, jejichž cílem bylo ovlivnit jejich geomagnetické vnímání, a 8 ptákům nebyly ovlivněny žádné smysly. Po vypuštění ptáků se zmagnetizovaní ptáci a smyslově nezmanipulování ptáci vrátili do kolonie stejně rychle, zatímco čichově deprimovaní ptáci měli problém se vrátit. Testování případného geomagnetického vnímání bylo odzkoušeno i u albatrosů stěhovavých, avšak ani ti neměli s připevněnými magnety na hlavě problém navrátit se zpět do hnízda.

### Let

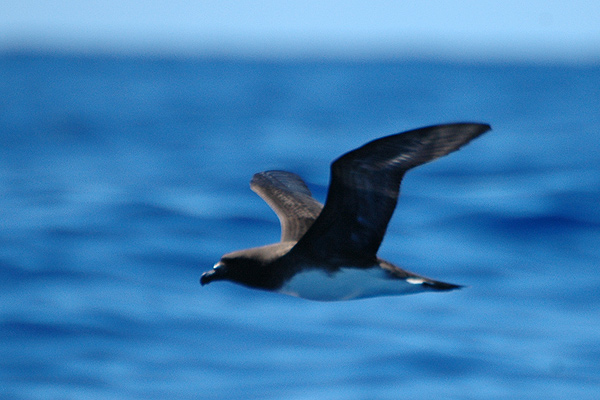
Buřňák tahitský za letu

Všichni trubkonosí jsou vynikající letci, avšak závisí na čeledi a rodu, jaký styl létání provozují. Nejschopnějšími letci jsou albatrosi, kteří využívají principy svahového létání a dynamického plachtění, které jim umožňují zůstat ve vzduchu extrémně dlouhou dobu a bez větší námahy nalétat tisíce kilometrů. Albatrosi společně se zástupci rodu Macronectes (největší z buřňáků) jsou jedinými ptáky, u nichž je známá přítomnost šlach napojených na prsní svaly, které umožňují „zamknutí“ křídel v jejich roztažené pozici. Tato morfologická zvláštnost umožňuje pasivní udržení křídel v roztažené vodorovné poloze, aniž by při tom docházelo k energetickému výdeji. Ten je potřeba pouze k pohybu svalů během manévrování, což je jen minimálně energeticky náročné. Hlavně menší a středně velké druhy trubkonosých provozují veslovací let (let poháněný máváním křídel), který kombinují s klouzavým letem.

### Délka života
Trubkonosí patří k nejdéle žijícím ptákům, přičemž platí, že vyššího věku se dožívají ti, kteří hnízdí každý druhý rok. Zatímco někteří albatrosi se patrně mohou dožít i cirka 80 let, hlavně menší druhy se dožívají „jen“ cca 20 let.
Samice albatrosa laysanského jménem Wisdom („Moudrost“) představuje vůbec nejstaršího okroužkovaného ptáka a potvrzeně nejstaršího známého ptáka žijícího ve volné přírodě. V roce 2021 se dožila 70 let, přičemž se jí povedlo i zahnízdit.

## Přirození predátoři

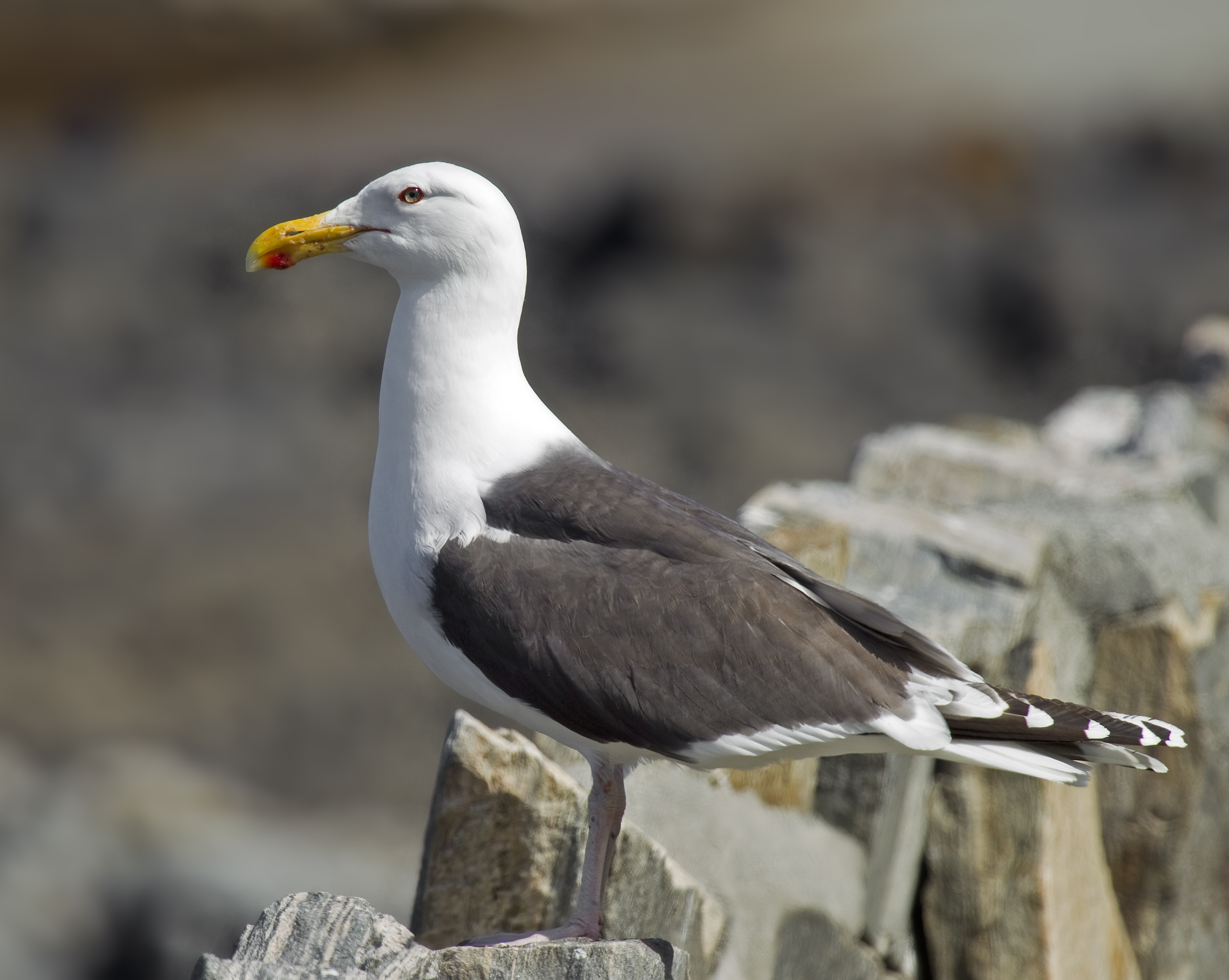
Racek mořský, typický predátor hlavně menších druhů trubkonosých

Suchozemští přirození predátoři trubkonosých měli obrovský vliv na evoluční historii celého řádu. Pod tlakem suchozemských predátorů došlo k vytlačení trubkonosých do jejich ekologické niky (hnízdění na malých ostrůvcích a těžko dostupných skaliscích s minimem či zcela bez predátorských zvířat; u řady druhů i noční život a hnízdění v norách).
K hlavním přirozeným predátorům trubkonosých tak patří hlavně jiní ptáci, obzvláště racci a chaluhy. Obě skupiny ptáků loví trubkonosé ve dne i v noci a dokáží být v jejich zabíjení docela efektivní. V laboratorních podmínkách dokázal racek mořský sežrat pět buřňáčků dlouhokřídlých (Oceanodroma leucorhoa) během 20 minut. Na Islandu malá smíšená kolonie racků stříbřitých a žlutonohých o 160 kusech požírala nejméně 2 buřňáčky denně. Buřňáčci byli detekováni ve 20 % sesbíraného trusu racků a představovali jednu z nejvýznamnějších složek jejich jídelníčku. Míra predace se místně liší. Např. ve Stockholmu podléhá predaci racků žlutonohých každoročně kolem 10 % populace buřňáků severních (Puffinus puffinus). Na japonském ostrově Daikoku podléhá predaci racků kamčatských každoročně kolem 13 % populace buřňáčků dlouhokřídlých. Tamější populace buřňáčků se vyhýbá predaci racků snížením svých aktivit v době kolem úplňku, kdy bývají noci prosvětlené a rackové tak mohou buřňáčky snadněji nalézt. Některé druhy chaluhovitých loví trubkonosé dokonce tak často, že jejich kosti zcela pokrývají bezprostřední okolí hnízdišť chaluh. Pokud trubkonosý pták hnízdí v noře, chaluhy se k němu prokopou svým zobákem. Vedle globálních predátorů, jako jsou racci a chaluhy, mají trubkonosí řadu místních ptačích predátorů – různé druhy sov, dravců, sokolů či vran. Koliha aljašská občas pojídá vejce albatrosů, do kterých se dostává opakovaným vržením kamínku, který vypouští ze zobáku při svižném rozmachu hlavy.

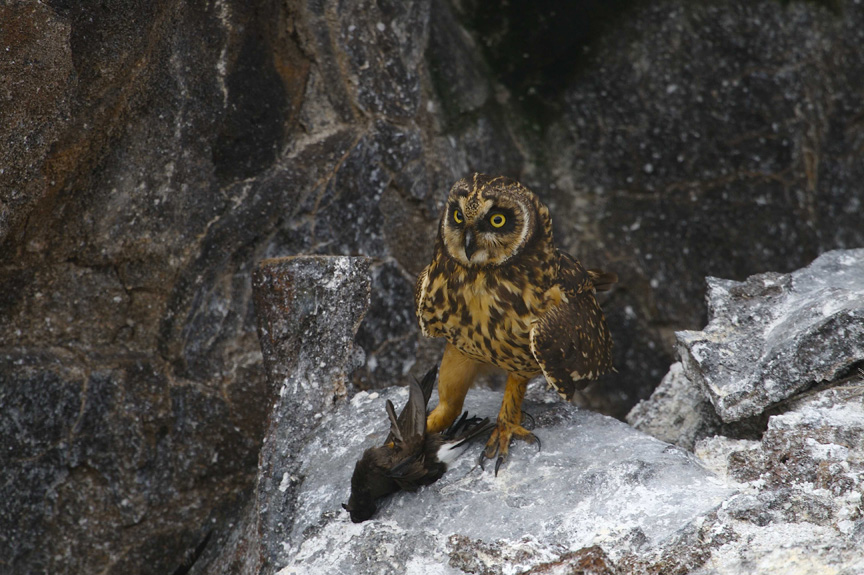
Vedle kosmopolitních predátorů jako jsou chaluhy a racci mají trubkonosí i řadu místních predátorů, např. na Galapágách to je kalous pustovka (na fotografii s uloveným buřňáčkem galapážským)

Jedinými neptačími široce rozšířenými predátory trubkonosých jsou krabi (např. Ocypode cursor), kteří hodují na vejcích trubkonosých. K dalším příležitostným predátorům vajec patří plazi (hatérie novozélandská) včetně želv (kareta obrovská). Z šelem trubkonosé místně loví např. lišky, vydra severoamerická či jelen evropský, který byl zaznamenán mj. při zabíjení buřňáků severních (Puffinus puffinus), které požírá pro jejich vápník získaný z kostí.
Jelikož mláďata nemohou před predátory uletět, patří k jejich hlavnímu obrannému mechanismu vyvržení žaludečního oleje. Tuto strategii používají i dospělci při obraně hnízdišť. Žaludeční olej je silně zapáchající, teplá, olejnatá tekutina, která umně vyvržená na vetřelce může dorážejícímu predátorovi způsobit vážná zranění. V případě ptačích predátorů může žaludeční olej natolik znehodnotit funkčnost jejich opeření, že potřísnění může skončit i smrtí. Vedle racků a vran byla smrt následkem kontaminace opeření zaznamenána i u tak velkých ptáků, jako jsou volavky nebo orli (konkrétně orel mořský). Olej může být nebezpečný i savcům – byl zdokumentován případ buřňáka ledního (Fulmarus glacialis), jenž se uhnízdil v noře králíků, kteří byli nalezeni mrtví poblíž nory se srstí smáčenou žaludečním olejem. Sami trubkonosí, kteří vrhají žaludeční olej, ho přitom dokáží ze svých peří smýt, avšak jiní ptáci nebo savci, kteří byli smáčeni olejem nedobrovolně, to nedokáží. Jakým způsobem toho trubkonosí docilují, není známo.

## Vztah klidem

### Lov lidmi

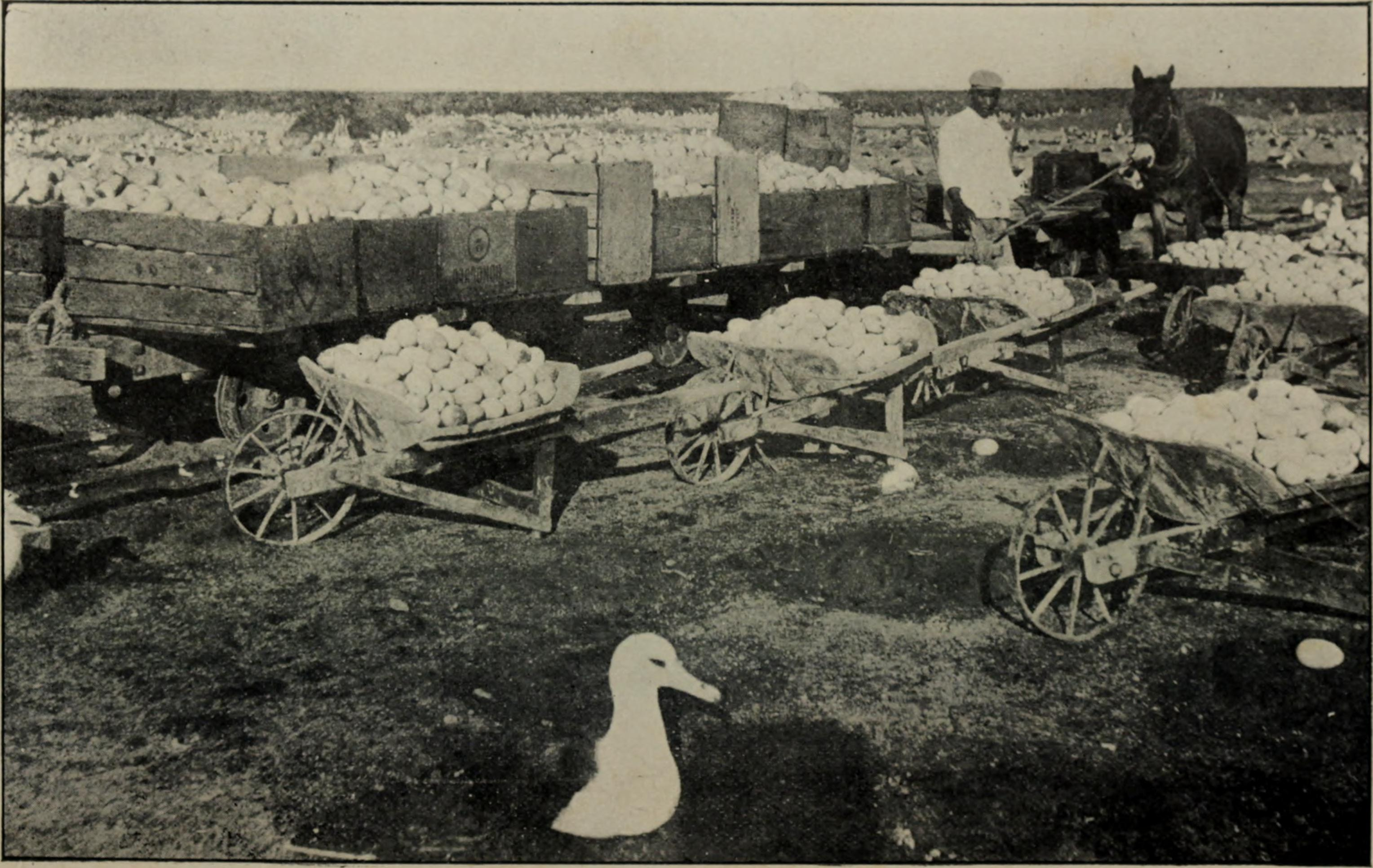
Fotografie z roku 1909 z ostrova Laysan, kde docházelo na přelomu 19. a 20. století k těžbě guána a sběru vajec, jejichž bílek byl využíván pro albuminový tisk

Podle archeologických nálezů představovali trubkonosí pro lidi zdroj potravy po tisíce let. Na jihu Chile byli ptáci prokazatelně loveni domorodými obyvateli nejméně od středního holocénu (cca 5000 př. n. l.). Tasmánští Austrálci lovili trubkonosé, zejména buřňáky tenkozobé (Ardenna tenuirostris), už nejméně v době pozdního pleistocénu před 19 tisíci lety. Místní přitom pokračují s každoročním sběrem burňáků tenkozobých i v současnosti. Podobně i na Novém Zélandu domorodí Maorové, kteří na ostrovy připluli někdy koncem 13. století, lovili mláďata buřňáků temných (Ardenna grisea) a rovněž s tradicí pokračují i ve 21. století. K podobným lovům (spíše „sběrům“, protože hnízda trubkonosých bývají těsně u sebe s mláďaty bezmocně sedícími na hnízdě v noře nebo na povrchu) docházelo i v řadě jiných oblastí jako na Britských ostrovech (např. sběr buřňáků severních (Puffinus puffinus) na ostrově Man). Domorodí obyvatelé aljašského ostrova Kodiak lovili albatrosy bělohřbeté pomocí harpun.
Na Havajských ostrovech kdysi docházelo k těžbě guána albatrosů, které se používalo jako hnojivo. Odhaduje se, že mezi lety 1890–1910 bylo z ostrova vytěženo a odvezeno zhruba půl milionu tun guána. Vedle guána byla odvážena i albatrosí vejce. Jejich bílek byl žádanou surovinou při albuminovém tisku, historické fotografické technice pro vyhotovování pozitivů z negativu. Vejce však byla vyhledávána i mezi sběrateli vajec, jakýmisi předchůdci pozorovatelů ptáků, kteří se začali objevovat od 80. let 19. století. Na přelomu 19. a 20. století se Havajské ostrovy potýkaly s nájezdy japonských překupníků, kteří zabíjeli místní albatrosy pro jejich peří, které se používalo mj. v nábytkářského průmyslu jako náplň peřin. I když přesné záznamy o počtu zabitých albatrosů neexistují, podle odhadů bylo na pacifických ostrovech mezi lety 1897–1914 usmrceno přes 3,5 milionu mořských ptáků.
V minulosti docházelo k zabíjení trubkonosých i pro jejich žaludeční olej, který se používal jako lubrikant, pro medicínské účely i jako svítidlo do lamp. Z Austrálie či skotského souostroví St. Kilda byl olej dokonce exportován. Moriorové z Chathamské ostrovů olej pili přímo z mláďat trubkonosých – ptáky zvedli do výše, obrátili je hlavou dolů a nechali jejich žaludeční olej stékat do vlastních úst.

### Novodobé hrozby

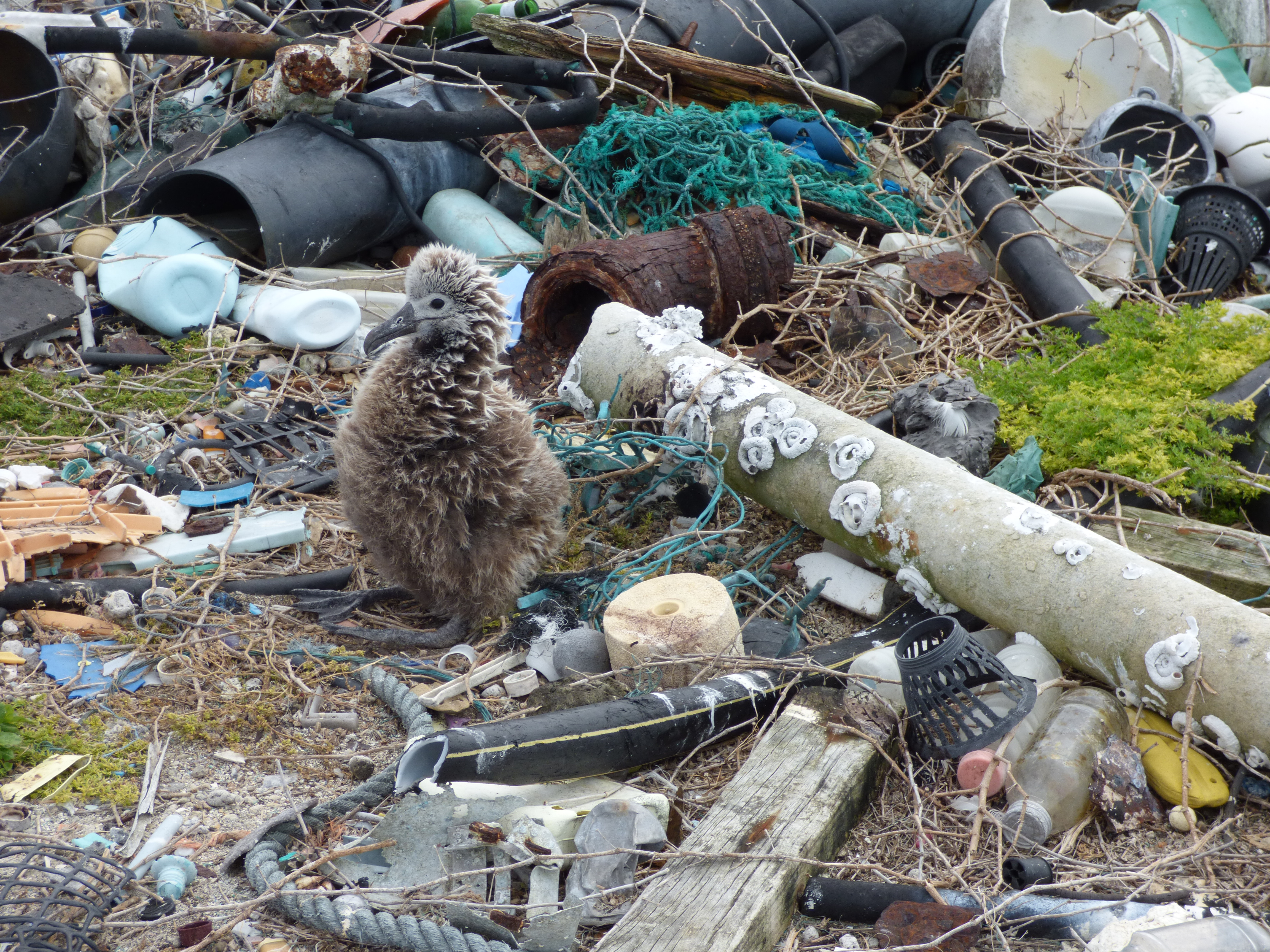
Mládě albatrosa laysanského v hromadě odpadků na atolu Midway

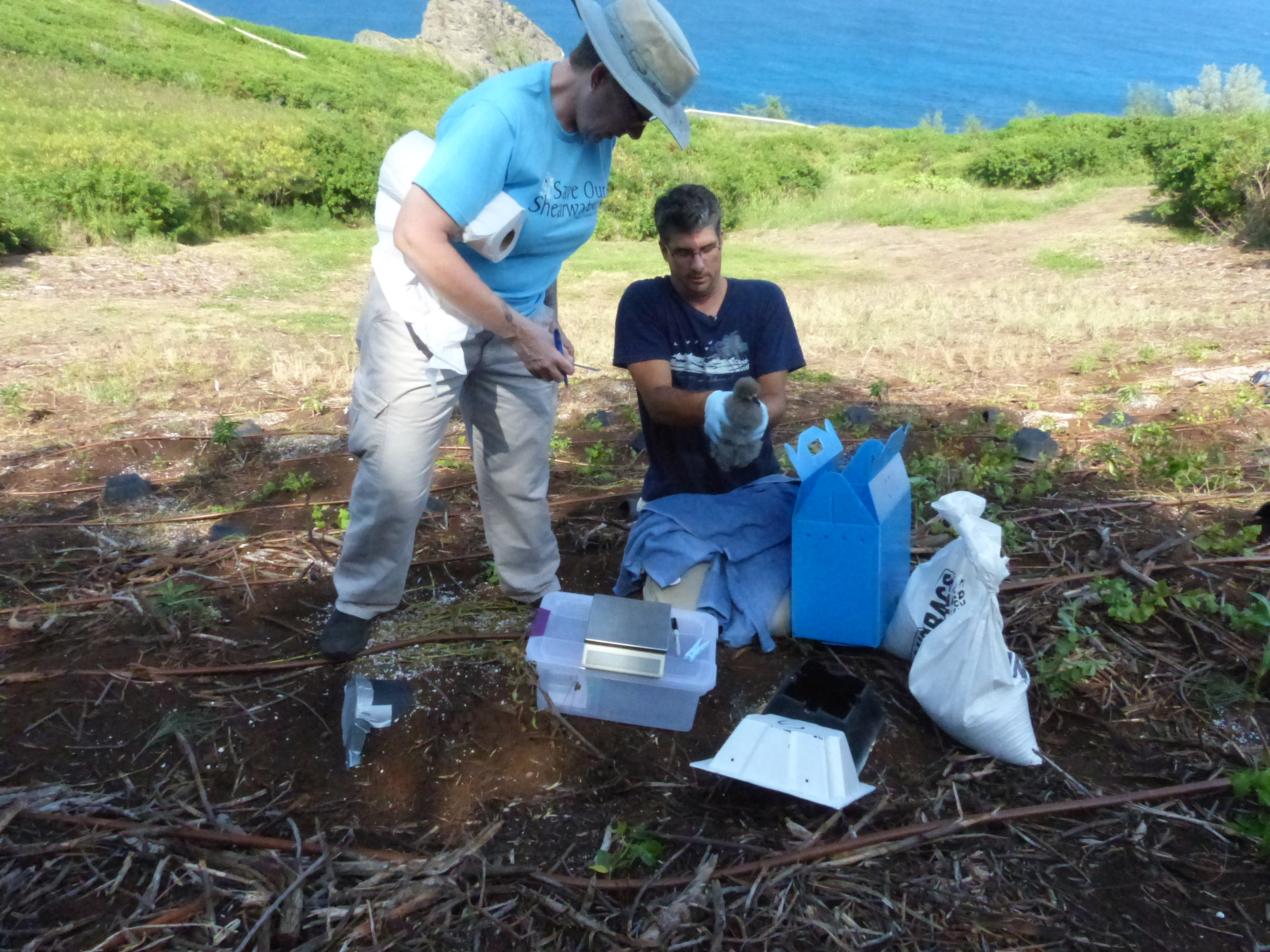
Kroužkování buřňáků havajských (Pterodroma sandwichensis) na Havajských ostrovech

Trubkonosí patří k nejohroženějším zvířatům na světě. K roku 2021 Mezinárodní svaz ochrany přírody (IUCN) evidoval v rámci řádu hned 22 ohrožených a 16 kriticky ohrožených druhů. Několik druhů je vyhynulých jako např. buřňáci Pseudobulweria rupinarum a Bulweria bifax z ostrova Sv. Heleny (oba druhy vyhynuly v 16. století) či buřňáček guadalupský (Oceanodroma macrodactyla), který je sice evidován IUCN jako kriticky ohrožený druh, avšak s největší pravděpodobností vyhynul někdy ve 20. století. K hlavním hrozbám trubkonosých patří především člověkem způsobená introdukce suchozemských predátorů do oblastí jejich hnízdišť, kde se přirozeně žádní predátoři nevyskytovali, úbytek přirozeného prostředí následkem lidských aktivit a komerční rybolov.
Hlavní suchozemští predátoři, kteří ohrožují trubkonosé, jsou zdivočelé kočky, krysy, psi, lišky, divoká prasata a různí zástupci promykovitých a lasicovitých. Tito predátoři byli do oblastí jejich hnízdišť zavlečeni záměrně či náhodou. Všechny druhy trubkonosých jsou vysoce citlivé na přítomnost těchto predátorů. Ohroženy jsou hlavně menší druhy, které jsou terčem útoků i menších hlodavců, i když ti se občas vrhnou i na velké druhy, jako jsou albatrosi. Např. na Goughově ostrově námořníci v 19. století zavlekli myši domácí. U těchto myší došlo k velmi rychlé adaptaci na místní podmínky a do počátku 21. století myši zdvojnásobily až ztrojnásobily svou průměrnou velikost, takže dokonce představují populaci největších myší domácích na světě, a jsou převážně masožravé. Troufnou si dokonce i na dospělé albatrosy. Na některých ostrovech, kam byli savci zavlečeni, proběhly či probíhají eradikační programy. Jeden z takových programů proběhl na ostrově Marion, kde došlo k vymýcení koček, či Campbellově ostrově, kde nastalo vymýcení krys. V oblastech, kde došlo k zavlečení více druhů (např. koček, krys a myší), je vyhubení pouze jednoho druhu (např. koček) problematické, protože to může znamenat rozšíření jiného (např. myší).

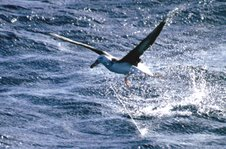
Albatros černobrvý chycený do rybářského háčku na dlouhé šňůře

Trubkonosí jsou vysoce citliví i na znečištění oceánů plasty, protože na rozdíl od řady jiných ptáků u nich nedochází po pozření něčeho nestravitelného k dávení, ale objekt projde celým zažívacím systémem. Plastové objekty někdy zůstávají ve svalnatých žaludcích (ventriculus) trubkonosých celé měsíce i roky, než se jich jejich zažívací trakt úplně zbaví. Následkem přítomnosti plastů v zažívacím traktu ptáků patrně dochází ke zmenšení trávící kapacity, což znemožňuje vybudovat dostatečné energetické zásoby pro dlouhé lety či období půstu v době inkubace vajec. Někdy může požití plastů zablokovat zažívací trakt a způsobit smrt vyhladověním. Plasty také mohou být pozřeny dospělci, kteří s nimi poté krmí svá mláďata, u kterých dochází k pomalejšímu vývoji a zmenšením šancí na přežití. V jižní Brazílii došlo mezi lety 1994–2005 k pitvě 193 nalezených mrtvých trubkonosých; přítomnost plastů v zažívacím traktu byla zjištěno u 12 % pitvaných albatrosů a až u 63 % ostatních trubkonosých.

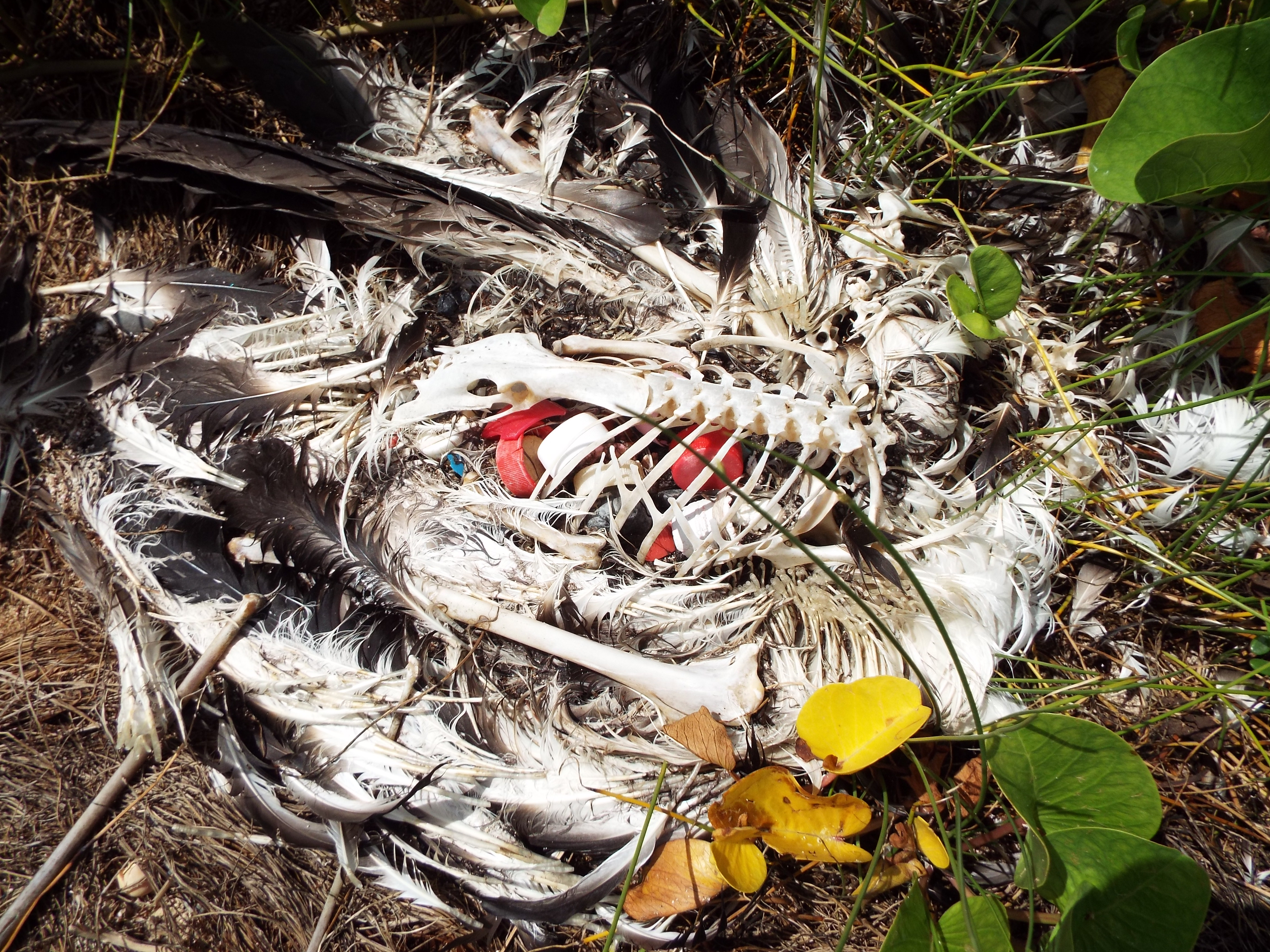
Pozůstatky albatrosa laysanského, který patrně zemřel následkem požití plastů

Další velkou hrozbu představuje komerční rybolov, zejména dlouhou lovnou šňůrou (oblíbený způsob rybolovu hlavně tuňáků a ledovek patagonských). Při těchto lovech bývá do moře vypuštěna rybářská šňůra, která může mít i 100 km a až 10 tisíc háčků. Při vytahování šňůry vzniká nebezpečí, že trubkonosí (ostatně i další mořští ptáci), uvidí uchycenou rybu, kterou seberou z moře i s háčkem, jenž se ptákům zasekne do zobáku, stáhne je pod vodu a utopí. Bylo odhadnuto, že v jihoaustralských mořích je úmrtnost cca 1,5 ptáka na 10 000 háčků (přitom japonští rybáři v 90. letech při lovu tuňáků vypouštěli do vody 100 milionů háčků ročně). Rybolov využívající dlouhé lovné šňůry je dáván do souvislosti s populačními poklesy mnohých druhů, mj. albatrosů stěhovavých, šedohlavých, černobrvých či světlohřbetých. Odhaduje se, že rybolov na dlouhé lovné šňůry každoročně usmrtí kolem 300 tisíc mořských ptáků, z nichž většina jsou trubkonosí.
Ne všechny druhy trubkonosých však následkem komerčního rybolovu trpí, takoví buřňáci lední (Fulmarus glacialis) se naučili naplno využívat nového zdroje potravy, který představují zbytky ryb a nechtěné druhy mořských živočichů, které rybáři hází zpět do moře. Burňáci lední původně obývali pouze několik lokalit v arktických oblastech, avšak od 19. století se rozšířili mj. do Norska, Francie, Německa či na Britské ostrovy. Rozšíření těchto burňáků napomohl i hojnější výskyt jejich potravy (např. šprotů obecných či smačků), který byl zaznamenán ve 2. polovině 20. století následkem nadměrného rybolovu predátorů těchto druhů (makrel a sleďů).
Trubkonosí jsou patrně náchylní k přenosu ptačí malárie, která tak pro ně může v budoucnu představovat problém. Světelné znečištění ohrožuje hlavně druhy, které jsou aktivní v noci. Může ptáky dezorientovat a napomáhá predátorům (mj. rackům a chaluhám) v lokaci trubkonosých.

### Ochrana

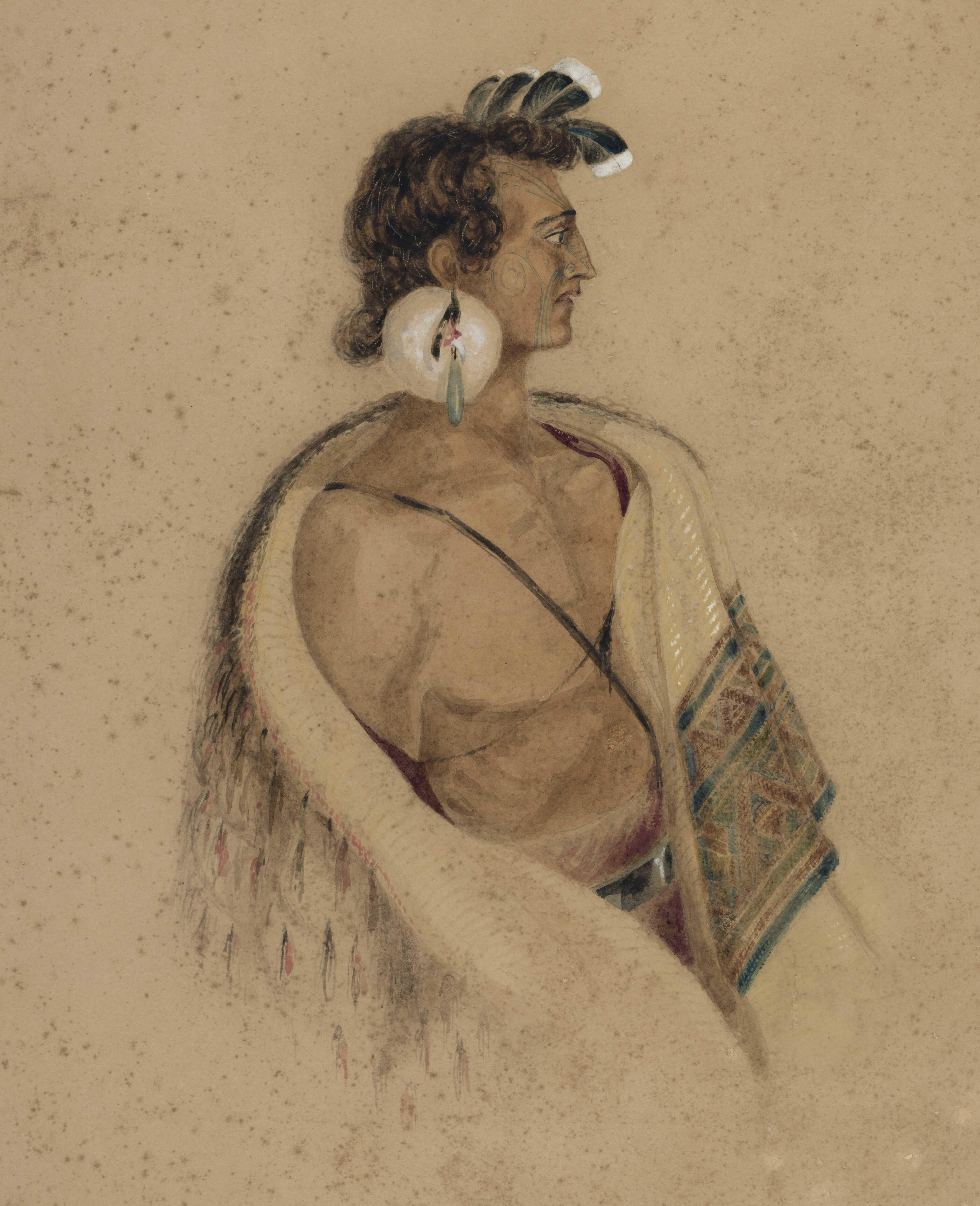
Maorský válečník s kulatým bílým ornamentem zvaným pōhoi toroa, který je vyroben z albatrosího peří (kresba Charlese Heaphyho, 1840)

Trubkonosí jsou chráněni na základě Dohody o ochraně albatrosů a buřňáků, kterou k roku 2021 podepsalo 13 zemí. Cílem dohody je zastavit úbytek trubkonosých na jižní polokouli – dohoda však poznamenává, že i druhy ze severní polokoule mohou mít z dohody v budoucnu užitek. Prakticky všechny vážné hrozby, kterým trubkonosí dnes čelí, jsou způsobené lidmi a jejich aktivitami, a ke zmírnění těchto hrozeb je potřeba dalších lidských zásahů.
Nejefektivnější způsob, jak ochránit albatrosy před smrtí během rybářských operací, je pomocí zastrašujících sytě zbarvených lan či plastových trubek (též známé jako „lana tori“, anglicky tori lines; tori v japonštině znamená „pták“). Tyto trubky volně visí z hlavní lovné šňůry mezi navijákem a bodem, kde se lano potápí pod hladinu. Účelem těchto lan je zastrašit mořské ptáky od přibližování se k lanům. K nejvyššímu počtu úmrtí mořských ptáků totiž dochází v těsné blízkosti zádí lodí, když je hlavní lovná šňůra s kořistí vytahována zpět z moře na loď. Tímto poměrně jednoduchým způsobem jsou vedlejší úlovky ptáků sníženy na minimum. Data z Uruguaye dokládají redukci počtu zabitých ptáků při použití lan tori o 85 %, z Brazílie o 97 % a z Namibie až o 99 %.
K dalším způsobům ochrany trubkonosých patří vědecký výzkum, ochrana proti predátorům a obnova hnízdního habitatu. Ochrana proti predátorům se zejména v případě druhů hnízdících na ostrovech provádí hubením invazivních druhů (pomocí pastí i otrávených návnad), oplocením kolonií ve snaze zabránit vniknutí predátorů do kolonie či přemístěním části kolonie na ostrovy bez predátorů. U buřňáka bermudského (Pterodroma cahow) z Bermudských ostrovů byly v kolonii instalovány umělé nory z betonu, jejichž cílem bylo snížit konkurenci po prostoru v rámci kolonie. K obnově hnízdního habitatu dochází jednak obnovou přirozené vegetace, a jednak odstraňováním invazivních druhů rostlin, které mohou zarůstat hnízdní habitat.

### Odkaz vkultuře
Trubkonosí jsou mezi námořníky obestřeni četnými mýty a legendami. Tradičně jsou považováni za nositele duší utopených námořníků a krutých kapitánů, již byli odsouzeni k nepřetržitému bloudění oceánem. Albatrosi jsou tradičně považováni za dobré znamení a jejich zabití by přineslo námořníkům smůlu. U některých námořnických tradic se naopak traduje, že spatření albatrosa či dotknutí se jiných trubkonosých přináší smůlu.
Kulturně výsadní postavení mají albatrosi, kteří se řadí mezi „nejlegendárnější ze všech ptáků“. Pověsti a pověry kolem albatrosů a zmínky v literárních dílech vyvrcholily v baladě Píseň o starém námořníkovi (1798) anglického romantického básníka Samuela Taylora Coleridge. V této baladě vystupuje albatros jako průvodce a ochránce námořníků. Když ho jeden z námořníků bezdůvodně zastřelí, loď začne být pronásledována tajemnými přírodními silami, které přivodí smrt většině posádky. K dalším známým literárním dílům inspirovaným albatrosy patří báseň „Albatros“ (L'albatros) francouzského básníka Charlese Baudelaira, která vyšla ve sbírce Květy zla. Buřňák se objevuje např. v alegorické básni Maxima Gorkého Zpěv o ptáku Bouřliváku (1901). Gorkij se v této básni píše o ptáku jménem Буревестник, burevěstnik, což v ruštině označuje zástupce čeledi Procellariidae, nicméně v českém překladu se ruský burevěstnik objevil jako „pták Bouřlivák“.
| „                                  | Nad šedým a širým mořem vítr mraky v kupy shání. Pod mraky a nad vlnami hrdě krouží pták Bouřlivák, podoben černému blesku. Tu se dotkne křídlem vlny, tu se jak šíp vznese k mrakům, vykřikne a mraky slyší v jeho hrdém křiku radost. Jeho křik zve chtivě bouři. V jeho křiku slyší mraky sílu hněvu, plamen vášně, pevnou víru ve vítězství. | “ |
| — Úryvek z Zpěv o ptáku Bouřliváku | |   |